# Cúp FA 2017-18
Cúp FA 2017–18 (với tên gọi khác FA Challenge Cup) là mùa giải lần thứ 137 của giải đấu bóng đá được xem là lâu đời nhất thế giới. Nó được tài trợ bởi hãng hàng không Emirates và được gọi với tên gọi: Emirates FA Cup vì lý do nhà tài trợ. Có tổng cộng 737 Câu lạc bộ tham dự vào giải đấu. Nó bắt đầu từ Vòng tiền sơ loại vào ngày 5 tháng 8 năm 2017 và kết thúc bởi trận chung kết vào ngày 19 tháng 5 năm 2018. Đội vô địch sẽ được tham dự vòng bảng UEFA Europa League 2018–19.
Trận đấu thuộc vòng ba giữa Brighton & Hove Albion và Crystal Palace vào ngày 8 tháng 1 năm 2018 là trận đấu đầu tiên ở Anh được sử dụng Công nghệ trọng tài video (VAR), mặc dù nó không được sử dụng.
Kelechi Iheanacho của Leicester City trở thành cầu thủ đầu tiên ghi được bàn thắng từ một trợ lý trọng tài (VAR) trong bóng đá Anh khi Leicester đánh bại Fleetwood Town 2–0 thuộc vòng 3 Cúp FA vào ngày 16 tháng 1 năm 2018. Trọng tài Jon Moss ban đầu không công nhận bàn thắng vì cho rằng anh đã việt vị nhưng sau khi tham khảo ý kiến trợ lý trọng tài Video Mike Jones, người đã nói với ông ấy rằng chân của Nathan Pond đang giữ chân Iheanacho. Bàn thắng được công nhận sau khi chạm lưới khoảng 67 giây.
Craig Pawson đã trở thành trọng tài đầu tiên trong bóng đá Anh xem một video từ Công nghệ VAR ở vòng thứ tư giữa Liverpool và West Bromwich Albion vào ngày 27 tháng 1 năm 2018. Sau khi trì hoãn trận đấu trong gần ba phút, ông đã trao một quả đá phạt cho Liverpool.
Đại diện Premier League Arsenal là đương kim vô địch nhưng bị loại bởi Nottingham Forest ở vòng ba vào ngày 7 tháng 1 năm 2018.

## Các đội bóng
| Vòng đấu       | Số câu lạc bộ còn lại | Số câu lạc bộ tham gia | Chiến thắng vòng trước | Số câu lạc bộ mới vòng này | Giải đấu bắt đầu tham gia từ vòng này |
| -------------- | --------------------- | ---------------------- | ---------------------- | -------------------------- | ------------------------------------- |
| Vòng 1         | 124                   | 80                     | 32                     | 48                         | EFL League One EFL League Two         |
| Vòng 2         | 84                    | 40                     | 40                     | không                      | không                                 |
| Vòng 3         | 64                    | 64                     | 20                     | 44                         | Premier League EFL Championship       |
| Vòng 4         | 32                    | 32                     | 32                     | không                      | không                                 |
| Vòng 5         | 16                    | 16                     | 16                     | không                      | không                                 |
| Vòng tứ kết    | 8                     | 8                      | 8                      | không                      | không                                 |
| Vòng bán kết   | 4                     | 4                      | 4                      | không                      | không                                 |
| Trận chung kết | 2                     | 2                      | 2                      | không                      | không                                 |

## Tiền thưởng
Câu lạc bộ sẽ nhận được tiền thưởng phụ thuộc vào kết quả trong cuộc thi. Các đội vượt qua mỗi vòng sẽ nhận được mức tiền thưởng tương ứng.
| Vòng đấu                | Số câu lạc bộ Nhận tiền thưởng | Tiền thưởng mỗi câu lạc bộ |
| ----------------------- | ------------------------------ | -------------------------- |
| Thắng vòng tiền sơ loại | 185                            | £1,500                     |
| Thắng vòng sơ loại      | 160                            | £1,925                     |
| Thắng vòng loại 1       | 116                            | £3,000                     |
| Thắng vòng loại 2       | 80                             | £4,500                     |
| Thắng vòng loại 3       | 40                             | £7,500                     |
| Thắng vòng loại 4       | 32                             | £12,500                    |
| Thắng vòng 1            | 40                             | £18,000                    |
| Thắng vòng 2            | 20                             | £27,000                    |
| Thắng vòng 3            | 32                             | £67,500                    |
| Thắng vòng 4            | 16                             | £90,000                    |
| Thắng vòng 5            | 8                              | £180,000                   |
| Thắng vòng 6            | 4                              | £360,000                   |
| Thất bại vòng bán kết   | 2                              | £450,000                   |
| Thắng vòng bán kết      | 2                              | £900,000                   |
| Về nhì chung kết        | 1                              | £900,000                   |
| Chiến thắng chung kết   | 1                              | £1,800,000                 |
| Tổng cộng               |                                | £15,133,500                |

## Thời gian vòng đấu và bốc thăm
Lịch thi đấu như sau.
| Giai đoạn      | Vòng đấu          | Ngày bốc thăm        | Ngày trận đấu đầu tiên |
| -------------- | ----------------- | -------------------- | ---------------------- |
| Vòng loại      | Vòng tiền sơ loại | 7 tháng 7 năm 2017   | 5 tháng 8 năm 2017     |
| Vòng loại      | Vòng sơ loại      | 7 tháng 7 năm 2017   | 19 tháng 8 năm 2017    |
| Vòng loại      | Vòng loại 1       | 21 tháng 8 năm 2017  | 2 tháng 9 năm 2017     |
| Vòng loại      | Vòng loại 2       | 4 tháng 9 năm 2017   | 16 tháng 9 năm 2017    |
| Vòng loại      | Vòng loại 3       | 18 tháng 9 năm 2017  | 30 tháng 9 năm 2017    |
| Vòng loại      | Vòng loại 4       | 2 tháng 10 năm 2017  | 14 tháng 10 năm 2017   |
| Vòng chung kết | Vòng 1            | 16 tháng 10 năm 2017 | 3 tháng 11 năm 2017    |
| Vòng chung kết | Vòng 2            | 6 tháng 11 năm 2017  | 1 tháng 12 năm 2017    |
| Vòng chung kết | Vòng 3            | 4 tháng 12 năm 2017  | 5 tháng 1 năm 2018     |
| Vòng chung kết | Vòng 4            | 8 tháng 1 năm 2018   | 26 tháng 1 năm 2018    |
| Vòng chung kết | Vòng 5            | 29 tháng 1 năm 2018  | 16 tháng 2 năm 2018    |
| Vòng chung kết | Vòng tứ kết       | 17 tháng 2 năm 2018  | 17 tháng 3 năm 2018    |
| Vòng chung kết | Vòng bán kết      | 18 tháng 3 năm 2018  | 21 tháng 4 năm 2018    |
| Vòng chung kết | Trận chung kết    | 18 tháng 3 năm 2018  | 19 tháng 5 năm 2018    |

## Vòng loại
Tất cả các đội cạnh tranh không phải là thành viên của Premier League hoặc English Football League đều phải thi đấu vòng loại để xác định 32 tấm vé cuối cùng tham dự vòng 1. Vòng loại bắt đầu từ vòng tiền sơ loại được diễn ra vào ngày 5 tháng 8 năm 2017. Vòng sơ loại cuối cùng (vòng thứ tư) được tổ chức vào cuối tuần ngày 14 tháng 10 năm 2017.

## Vòng 1
Lễ bốc thăm vòng 1 được tiến hành vào ngày 16 tháng 10 và được tường thuật trực tiếp trên kênh BBC Two và BT Sport. Tất cả 40 trận đấu của Vòng 1 được điễn ra vào cuối tuần ngày 4 tháng 11. 32 đội bóng vượt qua vòng loại cùng với 48 đội bóng đến từ League One và League Two cùng tham gia vào vòng này. Chỉ có hai câu lạc bộ đang ở cấp độ 8 đó là Heybridge Swifts và Hyde United, cả hai cùng được đánh giá thấp nhất trong vòng này.
| 3 tháng 11 năm 2017 | Port Vale (4)          | 2–0      | Oxford United (3) | Burslem, Stoke-on-Trent                                               |  |
| 19:45 GMT           | Gunning 16' · Pope 53' | Chi tiết |                   | Sân vận động: Vale Park Lượng khán giả: 3,443 Trọng tài: Mark Heywood |  |

| 3 tháng 11 năm 2017 | Notts County (4)                         | 4–2      | Bristol Rovers (3)         | Nottingham                                                                  |  |
| 19:45 GMT           | Yates 30', 31' · Stead 58' · Grant 90+6' | Chi tiết | Sercombe 8' · Sinclair 12' | Sân vận động: Meadow Lane Lượng khán giả: 4,228 Trọng tài: Graham Salisbury |  |

| 3 tháng 11 năm 2017 | Hyde United (8) | 0–4      | Milton Keynes Dons (3)                                     | Hyde                                                                  |  |
| 19:55 GMT           |                 | Chi tiết | Nesbitt 14' · Aneke 45+3' · Ebanks-Landell 67' · Upson 73' | Sân vận động: Ewen Fields Lượng khán giả: 3,123 Trọng tài: David Webb |  |

| 4 tháng 11 năm 2017 | Shaw Lane (7) | 1–3      | Mansfield Town (4)         | Barnsley                                         |  |
| 12:30 GMT           | Bennett 41'   | Chi tiết | Pearce 34' · Rose 73', 78' | Sân vận động: Sheerien Park Trọng tài: Ben Toner |  |

| 4 tháng 11 năm 2017 | Stevenage (4)                         | 5–0      | Nantwich Town (7) | Stevenage                                                                      |  |
| 15:00 GMT           | Godden 16', 76', 88' · Smith 68', 73' | Chi tiết |                   | Sân vận động: Broadhall Way Lượng khán giả: 1,436 Trọng tài: Michael Salisbury |  |

| 4 tháng 11 năm 2017 | Bradford City (3)       | 2–0      | Chesterfield (4) | Bradford                                                                       |  |
| 15:00 GMT           | Gilliead 4' · Jones 44' | Chi tiết |                  | Sân vận động: Valley Parade Lượng khán giả: 4,747 Trọng tài: Anthony Backhouse |  |

| 4 tháng 11 năm 2017 | Morecambe (4)                               | 3–0      | Hartlepool United (5) | Morecambe                                                            |  |
| 15:00 GMT           | Ellison 4' · Fleming 67' · Loach 85' (l.n.) | Chi tiết |                       | Sân vận động: Globe Arena Lượng khán giả: 2,004 Trọng tài: Tom Nield |  |

| 4 tháng 11 năm 2017 | Yeovil Town (4)  | 1–0      | Southend United (3) | Yeovil                                                                |  |
| 15:00 GMT           | Khan 29' (ph.đ.) | Chi tiết |                     | Sân vận động: Huish Park Lượng khán giả: 2,079 Trọng tài: Craig Hicks |  |

| 4 tháng 11 năm 2017 | Peterborough United (3) | 1–1      | Tranmere Rovers (5) | Peterborough                                                                  |  |
| 15:00 GMT           | Marriott 52'            | Chi tiết | Cook 72'            | Sân vận động: London Road Lượng khán giả: 3,750 Trọng tài: Charles Breakspear |  |

| 15 tháng 11 năm 2017 Đấu lại | Tranmere Rovers (5) | 0–5      | Peterborough United (3)                                  | Birkenhead                                                                    |  |
| 19:45 GMT                    |                     | Chi tiết | Lloyd 16', 22', 73' · Baldwin 67' · Maddison 75' (ph.đ.) | Sân vận động: Prenton Park Lượng khán giả: 4,199 Trọng tài: Michael Salisbury |  |

| 4 tháng 11 năm 2017 | Forest Green Rovers (4) | 1–0      | Macclesfield Town (5) | Nailsworth                                                                |  |
| 15:00 GMT           | Doidge 42'              | Chi tiết |                       | Sân vận động: The New Lawn Lượng khán giả: 1,387 Trọng tài: Trevor Kettle |  |

| 4 tháng 11 năm 2017 | A.F.C. Fylde (5)                       | 4–2      | Kidderminster Harriers (6) | Wesham                                                                    |  |
| 15:00 GMT           | Rowe 14', 48' · Smith 54' · Finley 64' | Chi tiết | Taylor 74' · Brown 90+2'   | Sân vận động: Mill Farm Lượng khán giả: 1,482 Trọng tài: Daniel Middleton |  |

| 4 tháng 11 năm 2017 | Luton Town (4) | 1–0      | Portsmouth (3) | Luton                                                                          |  |
| 15:00 GMT           | Collins 45+1'  | Chi tiết |                | Sân vận động: Kenilworth Road Lượng khán giả: 5,333 Trọng tài: Seb Stockbridge |  |

| 4 tháng 11 năm 2017 | Shrewsbury Town (3)                                                     | 5–0      | Aldershot Town (5) | Shrewsbury                                                           |  |
| 15:00 GMT           | Rodman 20' · Whalley 24' (ph.đ.) · Payne 62' · Gnahoua 66' · Morris 68' | Chi tiết |                    | Sân vận động: New Meadow Lượng khán giả: 3,859 Trọng tài: Ross Joyce |  |

| 4 tháng 11 năm 2017 | Hereford (7) | 1–0      | A.F.C. Telford United (6) | Hereford                                                                   |  |
| 15:00 GMT           | Mills 68'    | Chi tiết |                           | Sân vận động: Edgar Street Lượng khán giả: 4,712 Trọng tài: Thomas Bramall |  |

| 4 tháng 11 năm 2017 | Blackburn Rovers (3)                     | 3–1      | Barnet (4)  | Blackburn                                                              |  |
| 15:00 GMT           | Nuttall 63' · Graham 70' · Antonsson 81' | Chi tiết | Akinola 31' | Sân vận động: Ewood Park Lượng khán giả: 3,710 Trọng tài: Carl Boyeson |  |

| 4 tháng 11 năm 2017 | Ebbsfleet United (5)              | 2–6      | Doncaster Rovers (3)                                                        | Northfleet                                                                  |  |
| GMT                 | Kedwell 35' (ph.đ.) · Coulson 37' | Chi tiết | Rowe 45+1', 85' · Marquis 45+3' · Coppinger 52', 83' (ph.đ.) · Houghton 78' | Sân vận động: Stonebridge Road Lượng khán giả: 2,069 Trọng tài: Lee Collins |  |

| 4 tháng 11 năm 2017 | Boreham Wood (5)         | 2–1      | Blackpool (3)   | Borehamwood                                          |  |
| 15:00 GMT           | Turgott 68' · Holman 88' | Chi tiết | Philliskirk 62' | Sân vận động: Meadow Park Trọng tài: Chris Sarginson |  |

| 4 tháng 11 năm 2017 | Colchester United (4) | 0–1      | Oxford City (6) | Colchester                                                                             |  |
| 15:00 GMT           |                       | Chi tiết | Paterson 46'    | Sân vận động: Colchester Community Stadium Lượng khán giả: 1,775 Trọng tài: Alan Young |  |

| 4 tháng 11 năm 2017 | Plymouth Argyle (3) | 1–0      | Grimsby Town (4) | Plymouth                                                            |  |
| 15:00 GMT           | Carey 9'            | Chi tiết |                  | Sân vận động: Home Park Lượng khán giả: 5,137 Trọng tài: John Busby |  |

| 4 tháng 11 năm 2017 | AFC Wimbledon (3) | 1–0      | Lincoln City (4) | Norbiton, London                                                        |  |
| 15:00 GMT           | Taylor 7'         | Chi tiết |                  | Sân vận động: Kingsmeadow Lượng khán giả: 3,394 Trọng tài: Andy Woolmer |  |

| 4 tháng 11 năm 2017 | Rochdale (3)                           | 4–0      | Bromley (5) | Rochdale                                                                      |  |
| 15:00 GMT           | Inman 10', 53' · Henderson 31' (ph.đ.) | Chi tiết |             | Sân vận động: Spotland Stadium Lượng khán giả: 2,241 Trọng tài: Andrew Miller |  |

| 4 tháng 11 năm 2017 | Carlisle United (4)         | 3–2      | Oldham Athletic (3)       | Carlisle                                                                |  |
| 15:00 GMT           | Bennett 22', 60' · Hope 36' | Chi tiết | Clarke 64' · Holloway 72' | Sân vận động: Brunton Park Lượng khán giả: 3,965 Trọng tài: Andy Haines |  |

| 4 tháng 11 năm 2017 | Cheltenham Town (4)            | 2–4      | Maidstone United (5)                        | Cheltenham                                                                |  |
| 15:00 GMT           | Dawson 52' · Finney 62' (l.n.) | Chi tiết | Sam-Yorke 20', 53' · Pigott 21' · Hines 43' | Sân vận động: Whaddon Road Lượng khán giả: 2,799 Trọng tài: Kevin Johnson |  |

| 4 tháng 11 năm 2017 | Crewe Alexandra (4)     | 2–1      | Rotherham United (3) | Crewe                                                                   |  |
| 15:00 GMT           | Walker 47' · Ainley 89' | Chi tiết | Vaulks 21'           | Sân vận động: Gresty Road Lượng khán giả: 2,597 Trọng tài: Scott Oldham |  |

| 4 tháng 11 năm 2017 | Gillingham (3)         | 2–1      | Leyton Orient (5) | Gillingham                                                                     |  |
| 15:00 GMT           | Parker 20' · Eaves 75' | Chi tiết | Dayton 79'        | Sân vận động: Priestfield Stadium Lượng khán giả: 3,659 Trọng tài: John Brooks |  |

| 4 tháng 11 năm 2017 | Gainsborough Trinity (6) | 0–6      | Slough Town (7)                                             | Gainsborough                                                              |  |
| 15:00 GMT           |                          | Chi tiết | Lench 35', 46', 84' · Flood 52' · Williams 71' · Fraser 75' | Sân vận động: The Northolme Lượng khán giả: 1,630 Trọng tài: Peter Wright |  |

| 4 tháng 11 năm 2017 | Northampton Town (3) | 0–0      | Scunthorpe United (3) | Northampton                                                                   |  |
| 15:00 GMT           |                      | Chi tiết |                       | Sân vận động: Sixfields Stadium Lượng khán giả: 2,820 Trọng tài: Robert Jones |  |

| 14 tháng 11 năm 2017 Đá lại | Scunthorpe United (3) | 1–0      | Northampton Town (3) | Scunthorpe                                                               |  |
| 19:45 GMT                   | Adelakun 32'          | Chi tiết |                      | Sân vận động: Glanford Park Lượng khán giả: 1,880 Trọng tài: Andy Haines |  |

| 4 tháng 11 năm 2017 | Wigan Athletic (3)    | 2–1      | Crawley Town (4) | Wigan                                                                |  |
| 15:00 GMT           | Toney 29' · Evans 71' | Chi tiết | Roberts 20'      | Sân vận động: DW Stadium Lượng khán giả: 3,288 Trọng tài: Martin Coy |  |

| 4 tháng 11 năm 2017 | Gateshead (5)            | 2–0      | Chelmsford City (6) | Gateshead                                                                                  |  |
| 15:00 GMT           | Burrow 30' · Johnson 34' | Chi tiết |                     | Sân vận động: Gateshead International Stadium Lượng khán giả: 732 Trọng tài: Peter Gibbons |  |

| 4 tháng 11 năm 2017 | Newport County (4)         | 2–1      | Walsall (3)  | Newport                                                                 |  |
| 17:15 GMT           | Nouble 18' · McCoulsky 46' | Chi tiết | Bakayoko 77' | Sân vận động: Rodney Parade Lượng khán giả: 2,701 Trọng tài: Gavin Ward |  |

| 5 tháng 11 năm 2017 | Cambridge United (4) | 1–0      | Sutton United (5) | Cambridge                                                                   |  |
| 14:00 GMT           | Ibehre 45'           | Chi tiết |                   | Sân vận động: Abbey Stadium Lượng khán giả: 3,070 Trọng tài: Darren Handley |  |

| 5 tháng 11 năm 2017 | Guiseley (5) | 0–0      | Accrington Stanley (4) | Guiseley                                                                      |  |
| 14:00 GMT           |              | Chi tiết |                        | Sân vận động: Nethermoor Park Lượng khán giả: 1,611 Trọng tài: Antony Coggins |  |

| 14 tháng 11 năm 2017 Đá lại                | Accrington Stanley (4) | 1–1 (s.h.p.) (3–4 p)                          | Guiseley (5)       | Accrington                                                                     |  |
| 19:45 GMT                                  | McConville 47'         | Chi tiết                                      | Rooney 79' (ph.đ.) | Sân vận động: Crown Ground Lượng khán giả: 1,166 Trọng tài: Charles Breakspear |  |
|                                            |                        | Loạt sút luân lưu                             |                    |                                                                                |  |
| Kee · Brown · McConville · Jackson · Wilks |                        | Rooney · McFadzean · Haworth · Brown · Fondop |                    |                                                                                |  |

| 5 tháng 11 năm 2017 | Leatherhead (7) | 1–1      | Billericay Town (7)   | Leatherhead                                                            |  |
| 14:00 GMT           | Midson 21'      | Chi tiết | Bricknell 67' (ph.đ.) | Sân vận động: Fetcham Grove Lượng khán giả: 1,797 Trọng tài: Alan Dale |  |

| 16 tháng 11 năm 2017 Đá lại | Billericay Town (7) | 1–3      | Leatherhead (7)                       | Billericay                                                               |  |
| 19:45 GMT                   | Cunnington 61'      | Chi tiết | Midson 68', 82' (ph.đ.) · Moore 90+1' | Sân vận động: New Lodge Lượng khán giả: 3,400 Trọng tài: Dean Whitestone |  |

| 5 tháng 11 năm 2017 | Coventry City (4)   | 2–0      | Maidenhead United (5) | Rowleys Green, Coventry                                                 |  |
| 14:00 GMT           | Ponticelli 33', 44' | Chi tiết |                       | Sân vận động: Ricoh Arena Lượng khán giả: 3,370 Trọng tài: Scott Duncan |  |

| 5 tháng 11 năm 2017 | Dartford (6)  | 1–5      | Swindon Town (4)                                        | Dartford                                                                    |  |
| 14:00 GMT           | Sho-Silva 83' | Chi tiết | Elšnik 12', 26' · Smith 23' · Linganzi 47' · Mullin 50' | Sân vận động: Princes Park Lượng khán giả: 2,705 Trọng tài: Darren Drysdale |  |

| 5 tháng 11 năm 2017 | Woking (5)  | 1–1      | Bury (3) | Woking                                                                          |  |
| 14:00 GMT           | Philpot 25' | Chi tiết | Smith 1' | Sân vận động: Kingfield Stadium Lượng khán giả: 1,858 Trọng tài: Darren England |  |

| 14 tháng 11 năm 2017 Đá lại | Bury (3) | 0–3      | Woking (5)                                   | Bury                                                                |  |
| 19:45 GMT                   |          | Chi tiết | Charles-Cook 30' · Effiong 71' · Philpot 86' | Sân vận động: Gigg Lane Lượng khán giả: 1,513 Trọng tài: Ross Joyce |  |

| 5 tháng 11 năm 2017 | Solihull Moors (5) | 0–2      | Wycombe Wanderers (4)           | Solihull                                                                  |  |
| 14:00 GMT           |                    | Chi tiết | Freeman 16' · Mackail-Smith 28' | Sân vận động: Damson Park Lượng khán giả: 1,544 Trọng tài: Brett Huxtable |  |

| 5 tháng 11 năm 2017 | Charlton Athletic (3)          | 3–1      | Truro City (6) | Charlton, London                                                          |  |
| 14:00 GMT           | Reeves 10', 70' · Marshall 53' | Chi tiết | Harvey 59'     | Sân vận động: The Valley Lượng khán giả: 4,494 Trọng tài: Dean Whitestone |  |

| 5 tháng 11 năm 2017 | Exeter City (4)                   | 3–1      | Heybridge Swifts (8) | Exeter                                                                 |  |
| 14:00 GMT           | Stockley 59', 63' · McAlinden 86' | Chi tiết | Bantick 70'          | Sân vận động: St James Park Lượng khán giả: 3,004 Trọng tài: Neil Hair |  |

| 6 tháng 11 năm 2017 | Chorley (6) | 1–2      | Fleetwood Town (3)            | Chorley                                                                  |  |
| 19:45 GMT           | Carver 58'  | Chi tiết | - D. Cole 77' - Sowerby 90+1' | Sân vận động: Victory Park Lượng khán giả: 3,526 Trọng tài: Peter Bankes |  |

## Vòng 2
Lễ bốc thăm vòng 2 diễn ra vào ngày 6 tháng 11 và được trực tiếp trên kênh BBC Two và BT Sport. Tất cả 20 trận đấu của vòng 2 sẽ được chơi vào cuối tuần của ngày 2 tháng 12. Vòng này có 3 đội bóng ở cấp độ 7 đó là Hereford, Slough Town và Leatherhead, các đội bóng này được đánh giá thấp nhất của vòng này.
| 1 tháng 12 năm 2017 | A.F.C. Fylde (5) | 1–1      | Wigan Athletic (3) | Wesham                                                                   |  |
| 19:55 GMT           | Rowe 70' (ph.đ.) | Chi tiết | Grigg 44'          | Sân vận động: Mill Farm Lượng khán giả: 3,351 Trọng tài: Darren Drysdale |  |

| 12 tháng 12 năm 2017 Đá lại | Wigan Athletic (3)         | 3–2      | A.F.C. Fylde (5)     | Wigan                                                                |  |
| 19:45 GMT                   | Toney 31' · Grigg 80', 84' | Chi tiết | Grand 40' · Rowe 65' | Sân vận động: DW Stadium Lượng khán giả: 3,124 Trọng tài: Ross Joyce |  |

| 2 tháng 12 năm 2017 | Notts County (4)                            | 3–2      | Oxford City (6)             | Nottingham                                                             |  |
| 12:30 GMT           | Duffy 31' · Stead 56' (ph.đ.) · Grant 90+5' | Chi tiết | Sinclair 53' · Paterson 73' | Sân vận động: Meadow Lane Lượng khán giả: 5,092 Trọng tài: John Brooks |  |

| 2 tháng 12 năm 2017 | Milton Keynes Dons (3)                     | 4–1      | Maidstone United (5) | Denbigh, Milton Keynes                                               |  |
| 15:00 GMT           | Nesbitt 54' · Agard 64', 70' · Pawlett 89' | Chi tiết | Okuonghae 25'        | Sân vận động: Stadium mk Lượng khán giả: 4,804 Trọng tài: Martin Coy |  |

| 2 tháng 12 năm 2017 | Port Vale (4) | 1–1      | Yeovil Town (4) | Burslem, Stoke-on-Trent                                               |  |
| 15:00 GMT           | Pope 63'      | Chi tiết | Green 89'       | Sân vận động: Vale Park Lượng khán giả: 3,316 Trọng tài: Scott Oldham |  |

| 12 tháng 12 năm 2017 Đá lại | Yeovil Town (4)             | 3–2 (s.h.p.) | Port Vale (4)          | Yeovil                                                               |  |
| 19:45 GMT                   | Khan 45+2', 95' · Zoko 109' | Chi tiết     | Harness 83' · Kay 108' | Sân vận động: Huish Park Lượng khán giả: 1,588 Trọng tài: Gavin Ward |  |

| 2 tháng 12 năm 2017 | Shrewsbury Town (3)              | 2–0      | Morecambe (4) | Shrewsbury                                                            |  |
| 15:00 GMT           | Rodman 32' · Whalley 37' (ph.đ.) | Chi tiết |               | Sân vận động: New Meadow Lượng khán giả: 3,184 Trọng tài: Craig Hicks |  |

| 2 tháng 12 năm 2017 | Stevenage (4)                                          | 5–2      | Swindon Town (4)          | Stevenage                                                                  |  |
| 15:00 GMT           | Samuel 18' · Godden 23' · Pett 45+3' · Newton 72', 77' | Chi tiết | Linganzi 33' · Taylor 42' | Sân vận động: Broadhall Way Lượng khán giả: 1,883 Trọng tài: Nick Kinseley |  |

| 2 tháng 12 năm 2017 | Bradford City (3)                             | 3–1      | Plymouth Argyle (3) | Bradford                                                                     |  |
| 15:00 GMT           | Vincelot 38' · Knight-Percival 50' · Wyke 64' | Chi tiết | Carey 63'           | Sân vận động: Valley Parade Lượng khán giả: 4,957 Trọng tài: Tony Harrington |  |

| 2 tháng 12 năm 2017 | Gillingham (3) | 1–1      | Carlisle United (4)  | Gillingham                                                                      |  |
| 15:00 GMT           | O'Neill 5'     | Chi tiết | Grainger 18' (ph.đ.) | Sân vận động: Priestfield Stadium Lượng khán giả: 3,178 Trọng tài: Andy Woolmer |  |

| 19 tháng 12 năm 2017 Đá lại | Carlisle United (4)         | 3–1      | Gillingham (3) | Carlisle                                                                 |  |
| 19:45 GMT                   | Hope 7', 37' · Miller 90+3' | Chi tiết | Wagstaff 47'   | Sân vận động: Brunton Park Lượng khán giả: 2,357 Trọng tài: Mark Heywood |  |

| 2 tháng 12 năm 2017 | Forest Green Rovers (4)       | 3–3      | Exeter City (4)                        | Nailsworth                                                             |  |
| 15:00 GMT           | Doidge 26', 90+2' · Laird 88' | Chi tiết | Moore-Taylor 58' · Stockley 64', 90+4' | Sân vận động: The New Lawn Lượng khán giả: 2,250 Trọng tài: Gavin Ward |  |

| 12 tháng 12 năm 2017 Đá lại | Exeter City (4)                     | 2–1 (s.h.p.) | Forest Green Rovers (4) | Exeter                                                                          |  |
| 19:45 GMT                   | Sweeney 73' (ph.đ.) · Stockley 115' | Chi tiết     | Doidge 30' (ph.đ.)      | Sân vận động: St James Park Lượng khán giả: 2,923 Trọng tài: Charles Breakspear |  |

| 2 tháng 12 năm 2017 | Fleetwood Town (3) | 1–1      | Hereford (7) | Fleetwood                                                                       |  |
| 15:00 GMT           | Cole 29'           | Chi tiết | Dinsley 23'  | Sân vận động: Highbury Stadium Lượng khán giả: 2,567 Trọng tài: Seb Stockbridge |  |

| 14 tháng 12 năm 2017 Đá lại | Hereford (7) | 0–2      | Fleetwood Town (3) | Hereford                                                                |  |
| 19:45 GMT                   |              | Chi tiết | Bolger 10', 58'    | Sân vận động: Edgar Street Lượng khán giả: 4,235 Trọng tài: David Coote |  |

| 3 tháng 12 năm 2017 | Woking (5) | 1–1      | Peterborough United (3) | Woking                                                                           |  |
| 14:00 GMT           | Ward 84'   | Chi tiết | Tafazolli 24'           | Sân vận động: Kingfield Stadium Lượng khán giả: 3,072 Trọng tài: Chris Sarginson |  |

| 12 tháng 12 năm 2017 Đá lại | Peterborough United (3)                                                | 5–2      | Woking (5)              | Peterborough                                                              |  |
| 19:45 GMT                   | Doughty 29' · Marriott 45', 69' · Maddison 78' (ph.đ.) · Edwards 90+4' | Chi tiết | Effiong 19' · Young 68' | Sân vận động: London Road Lượng khán giả: 3,022 Trọng tài: Antony Coggins |  |

| 3 tháng 12 năm 2017 | Newport County (4) | 2–0      | Cambridge United (4) | Newport                                                                    |  |
| 14:00 GMT           | Labadie 2', 82'    | Chi tiết |                      | Sân vận động: Rodney Parade Lượng khán giả: 2,748 Trọng tài: Kevin Johnson |  |

| 3 tháng 12 năm 2017 | Wycombe Wanderers (4)                              | 3–1      | Leatherhead (7)   | High Wycombe                                                           |  |
| 14:00 GMT           | Saunders 29' · Mackail-Smith 76' · Akinfenwa 90+1' | Chi tiết | Midson 8' (ph.đ.) | Sân vận động: Adams Park Lượng khán giả: 3,835 Trọng tài: Tim Robinson |  |

| 3 tháng 12 năm 2017 | Doncaster Rovers (3)             | 3–0      | Scunthorpe United (3) | Doncaster                                                                    |  |
| 14:00 GMT           | Rowe 16', 67' · Mandeville 90+2' | Chi tiết |                       | Sân vận động: Keepmoat Stadium Lượng khán giả: 5,251 Trọng tài: Mark Heywood |  |

| 3 tháng 12 năm 2017 | AFC Wimbledon (3)                      | 3–1      | Charlton Athletic (3) | Norbiton, London                                                           |  |
| 14:00 GMT           | McDonald 10' · Taylor 70', 81' (ph.đ.) | Chi tiết | Ahearne-Grant 22'     | Sân vận động: Kingsmeadow Lượng khán giả: 3,270 Trọng tài: James Linington |  |

| 3 tháng 12 năm 2017 | Mansfield Town (4)            | 3–0      | Guiseley (5) | Mansfield                                                              |  |
| 14:00 GMT           | Spencer 31', 52', 65' (ph.đ.) | Chi tiết |              | Sân vận động: Field Mill Lượng khán giả: 4,081 Trọng tài: Carl Boyeson |  |

| 3 tháng 12 năm 2017 | Gateshead (5) | 0–5      | Luton Town (4)                                             | Gateshead                                                                                |  |
| 14:00 GMT           |               | Chi tiết | Lee 40' · Potts 62' · Lee 67' · Hylton 90+1' · Berry 90+4' | Sân vận động: Gateshead International Stadium Lượng khán giả: 1,339 Trọng tài: Ben Toner |  |

| 3 tháng 12 năm 2017 | Blackburn Rovers (3)         | 3–3      | Crewe Alexandra (4)                 | Blackburn                                                            |  |
| 14:00 GMT           | Samuel 11', 20' · Graham 15' | Chi tiết | Porter 35' (ph.đ.), 66' · Nolan 63' | Sân vận động: Ewood Park Lượng khán giả: 4,472 Trọng tài: David Webb |  |

| 13 tháng 12 năm 2017 Đá lại | Crewe Alexandra (4) | 0–1      | Blackburn Rovers (3) | Crewe                                                                        |  |
| 19:45 GMT'                  |                     | Chi tiết | Graham 24'           | Sân vận động: Gresty Road Lượng khán giả: 2,241 Trọng tài: Anthony Backhouse |  |

| 3 tháng 12 năm 2017 | Coventry City (4)                     | 3–0      | Boreham Wood (5) | Rowleys Green, Coventry                                                   |  |
| 14:00 GMT           | Nazon 27' · McNulty 40' · Shipley 48' | Chi tiết |                  | Sân vận động: Ricoh Arena Lượng khán giả: 2,985 Trọng tài: Darren Handley |  |

| 4 tháng 12 năm 2017 | Slough Town (7) | 0–4      | Rochdale (3)                                        | Slough                                                                  |  |
| 19:45 GMT           |                 | Chi tiết | Andrew 13' · Camps 68' · Henderson 89' · Done 90+2' | Sân vận động: Arbour Park Lượng khán giả: 1,950 Trọng tài: Robert Jones |  |

## Vòng 3
Lễ bốc thăm của vòng 3 diễn ra vào ngày 4 tháng 12 năm 2017 và được trực tiếp trên kênh BBC Two và BT Sport trước cuộc đối đầu ở vòng 2 giữa Slough Town và Rochdale. Tất cả 32 trận đấu của vòng 3 sẽ diễn ra vào cuối tuần vào ngày 5-8 tháng 1 năm 2018. Có tổng cộng 64 đội bóng tham dự ở vòng 3; bao gồm 22 đội bóng giành thắng lợi ở vòng 2 và 44 đội bóng đến từ Premier League và EFL Championship tham gia vòng này. Lần đầu tiên sau 67 năm mà không có đội bóng nào (từ cấp độ 5 trở xuống) tham dự vào vòng 3.
| 5 tháng 1 năm 2018 | Liverpool (1)                     | 2–1      | Everton (1)    | Liverpool                                                            |  |
| 19:55 GMT          | Milner 35' (ph.đ.) · Van Dijk 84' | Chi tiết | Sigurðsson 67' | Sân vận động: Anfield Lượng khán giả: 52.513 Trọng tài: Bobby Madley |  |

| 5 tháng 1 năm 2018 | Manchester United (1)    | 2–0      | Derby County (2) | Manchester                                                                |  |
| 20:00 GMT          | Lingard 84' · Lukaku 90' | Chi tiết |                  | Sân vận động: Old Trafford Lượng khán giả: 73.899 Trọng tài: Kevin Friend |  |

| 6 tháng 1 năm 2018 | Fleetwood Town (3) | 0–0      | Leicester City (1) | Fleetwood                                                                    |  |
| 12:45 GMT          |                    | Chi tiết |                    | Sân vận động: Highbury Stadium Lượng khán giả: 5,001 Trọng tài: Simon Hooper |  |

| 16 tháng 1 năm 2018 Đá lại | Leicester City (1) | 2–0      | Fleetwood Town (3) | Leicester                                                                             |  |
| 19:45 GMT                  | Iheanacho 43', 77' | Chi tiết |                    | Sân vận động: Sân vận động King Power Lượng khán giả: 17,237 Trọng tài: Jonathan Moss |  |

| 6 tháng 1 năm 2018 | Middlesbrough (2)             | 2–0      | Sunderland (2) | Middlesbrough                                                                         |  |
| 13:00 GMT          | Gestede 10' · Braithwaite 42' | Chi tiết |                | Sân vận động: Sân vận động Riverside Lượng khán giả: 26,399 Trọng tài: Chris Kavanagh |  |

| 6 tháng 1 năm 2018 | Ipswich Town (2) | 0–1      | Sheffield United (2) | Ipswich                                                                 |  |
| 15:00 GMT          |                  | Chi tiết | Thomas 25'           | Sân vận động: Portman Road Lượng khán giả: 12,057 Trọng tài: Mike Jones |  |

| 6 tháng 1 năm 2018 | Watford (1)                            | 3–0      | Bristol City (2) | Watford                                                                    |  |
| 15:00 GMT          | Carrillo 37' · Deeney 57' · Capoue 85' | Chi tiết |                  | Sân vận động: Vicarage Road Lượng khán giả: 13,269 Trọng tài: Craig Pawson |  |

| 6 tháng 1 năm 2018 | Birmingham City (2) | 1–0      | Burton Albion (2) | Birmingham                                                               |  |
| 15:00 GMT          | Gallagher 56'       | Chi tiết |                   | Sân vận động: St Andrews Lượng khán giả: 7,623 Trọng tài: Jeremy Simpson |  |

| 6 tháng 1 năm 2018 | Aston Villa (2) | 1–3      | Peterborough United (3)             | Birmingham                                                              |  |
| 15:00 GMT          | Davis 8'        | Chi tiết | Marriott 75', 90+3' · Tafazolli 83' | Sân vận động: Villa Park Lượng khán giả: 21,677 Trọng tài: Robert Jones |  |

| 6 tháng 1 năm 2018 | Bournemouth (1)             | 2–2      | Wigan Athletic (3)            | Bournemouth                                                                   |  |
| 15:00 GMT          | Mousset 55' · S. Cook 90+2' | Chi tiết | Grigg 4' · Hyndman 29' (l.n.) | Sân vận động: Vitality Stadium Lượng khán giả: 9,894 Trọng tài: Andrew Madley |  |

| 17 tháng 1 năm 2018 Đá lại | Wigan Athletic (3)              | 3–0      | Bournemouth (1) | Wigan                                                                         |  |
| 19:45 GMT                  | Morsy 9' · Burn 73' · Elder 76' | Chi tiết |                 | Sân vận động: Sân vận động DW Lượng khán giả: 4,709 Trọng tài: Stuart Attwell |  |

| 6 tháng 1 năm 2018 | Coventry City (4)        | 2–1      | Stoke City (1)   | Rowleys Green, Coventry                                                     |  |
| 15:00 GMT          | Willis 24' · Grimmer 68' | Chi tiết | Adam 54' (ph.đ.) | Sân vận động: Ricoh Arena Lượng khán giả: 14,199 Trọng tài: Martin Atkinson |  |

| 6 tháng 1 năm 2018 | Bolton Wanderers (2) | 1–2      | Huddersfield Town (1)           | Horwich                                                                        |  |
| 15:00 GMT          | Derik 64'            | Chi tiết | Van La Parra 51' · Williams 52' | Sân vận động: Sân vận động Macron Lượng khán giả: 11,574 Trọng tài: Roger East |  |

| 6 tháng 1 năm 2018 | Yeovil Town (4)        | 2–0      | Bradford City (3) | Yeovil                                                                |  |
| 15:00 GMT          | Barnes 61' · Green 76' | Chi tiết |                   | Sân vận động: Huish Park Lượng khán giả: 3,040 Trọng tài: John Brooks |  |

| 6 tháng 1 năm 2018 | Brentford (2) | 0–1      | Notts County (4) | Brentford, London                                                        |  |
| 15:00 GMT          |               | Chi tiết | Stead 65'        | Sân vận động: Griffin Park Lượng khán giả: 6,935 Trọng tài: Tim Robinson |  |

| 6 tháng 1 năm 2018 | Queens Park Rangers (2) | 0–1      | Milton Keynes Dons (3) | Shepherd's Bush, London                                                    |  |
| 15:00 GMT          |                         | Chi tiết | Cissé 60'              | Sân vận động: Loftus Road Lượng khán giả: 6,314 Trọng tài: James Linington |  |

| 6 tháng 1 năm 2018 | Exeter City (4) | 0–2      | West Bromwich Albion (1)  | Exeter                                                                 |  |
| 15:00 GMT          |                 | Chi tiết | Rondón 2' · Rodriguez 25' | Sân vận động: St James Park Lượng khán giả: 5,638 Trọng tài: Lee Mason |  |

| 6 tháng 1 năm 2018 | Doncaster Rovers (3) | 0–1      | Rochdale (3) | Doncaster                                                                         |  |
| 15:00 GMT          |                      | Chi tiết | Andrew 18'   | Sân vận động: Sân vận động Keepmoat Lượng khán giả: 4,513 Trọng tài: Andy Woolmer |  |

| 6 tháng 1 năm 2018 | Blackburn Rovers (3) | 0–1      | Hull City (2) | Blackburn                                                                 |  |
| 15:00 GMT          |                      | Chi tiết | Aina 58'      | Sân vận động: Ewood Park Lượng khán giả: 6,777 Trọng tài: Oliver Langford |  |

| 6 tháng 1 năm 2018 | Cardiff City (2) | 0–0      | Mansfield Town (4) | Cardiff                                                                              |  |
| 15:00 GMT          |                  | Chi tiết |                    | Sân vận động: Sân vận động Cardiff City Lượng khán giả: 6,378 Trọng tài: Lee Probert |  |

| 16 tháng 1 năm 2018 Đá lại | Mansfield Town (4) | 1–4      | Cardiff City (2)                                     | Mansfield                                                                  |  |
| 19:45 GMT                  | Rose 35'           | Chi tiết | Ecuele Manga 34' · Hoilett 66', 89' · Pilkington 71' | Sân vận động: Field Mill Lượng khán giả: 5,746 Trọng tài: Geoff Eltringham |  |

| 6 tháng 1 năm 2018 | Manchester City (1)                       | 4–1      | Burnley (1) | Manchester                                                                              |  |
| 15:00 GMT          | Agüero 56', 58' · Sané 71' · B. Silva 82' | Chi tiết | Barnes 25'  | Sân vận động: City of Manchester Stadium Lượng khán giả: 53,285 Trọng tài: Graham Scott |  |

| 6 tháng 1 năm 2018 | Wolverhampton Wanderers (2) | 0–0      | Swansea City (1) | Wolverhampton                                                           |  |
| 15:00 GMT          |                             | Chi tiết |                  | Sân vận động: Molineux Lượng khán giả: 22,976 Trọng tài: Anthony Taylor |  |

| 17 tháng 1 năm 2018 Đá lại | Swansea City (1)       | 2–1      | Wolverhampton Wanderers (2) | Swansea                                                                       |  |
| 19:45 GMT                  | J. Ayew 11' · Bony 69' | Chi tiết | Jota 66'                    | Sân vận động: Liberty Stadium Lượng khán giả: 8,294 Trọng tài: Chris Kavanagh |  |

| 6 tháng 1 năm 2018 | Stevenage (4) | 0–0      | Reading (2) | Stevenage                                                              |  |
| 15:00 GMT          |               | Chi tiết |             | Sân vận động: Broadhall Way Lượng khán giả: 3,877 Trọng tài: Ben Toner |  |

| 16 tháng 1 năm 2018 Đá lại | Reading (2)              | 3–0      | Stevenage (4) | Reading                                                                           |  |
| 20:00 GMT                  | Böðvarsson 32', 44', 64' | Chi tiết |               | Sân vận động: Sân vận động Madejski Lượng khán giả: 4,986 Trọng tài: Tim Robinson |  |

| 6 tháng 1 năm 2018 | Newcastle United (1)         | 3–1      | Luton Town (4) | Newcastle-upon-Tyne                                                           |  |
| 15:00 GMT          | Pérez 30', 36' · Shelvey 39' | Chi tiết | Hylton 49'     | Sân vận động: St James' Park Lượng khán giả: 47,069 Trọng tài: Neil Swarbrick |  |

| 6 tháng 1 năm 2018 | Millwall (2)                                    | 4–1      | Barnsley (2) | Bermondsey, London                                                 |  |
| 15:00 GMT          | O'Brien 35', 56' · Thompson 47' · Onyedinma 61' | Chi tiết | Potts 11'    | Sân vận động: The Den Lượng khán giả: 5,319 Trọng tài: Darren Bond |  |

| 6 tháng 1 năm 2018 | Fulham (2) | 0–1      | Southampton (1) | Fulham, London                                                                |  |
| 15:00 GMT          |            | Chi tiết | Ward-Prowse 29' | Sân vận động: Craven Cottage Lượng khán giả: 17,327 Trọng tài: Michael Oliver |  |

| 6 tháng 1 năm 2018 | Wycombe Wanderers (4) | 1–5      | Preston North End (2)                                 | High Wycombe                                                           |  |
| 15:00 GMT          | O'Nien 45+1'          | Chi tiết | Harrop 2', 85' · Browne 38', 78' (ph.đ.) · Horgan 50' | Sân vận động: Adams Park Lượng khán giả: 4,928 Trọng tài: Peter Bankes |  |

| 6 tháng 1 năm 2018 | Carlisle United (4) | 0–0      | Sheffield Wednesday (2) | Carlisle                                                               |  |
| 15:00 GMT          |                     | Chi tiết |                         | Sân vận động: Brunton Park Lượng khán giả: 7,793 Trọng tài: David Webb |  |

| 16 tháng 1 năm 2018 Đá lại | Sheffield Wednesday (2) | 2–0      | Carlisle United (4) | Sheffield                                                                                   |  |
| 19:45 GMT                  | Matias 28' · Nuhiu 66'  | Chi tiết |                     | Sân vận động: Sân vận động Hillsborough Lượng khán giả: 12,003 Trọng tài: Michael Salisbury |  |

| 6 tháng 1 năm 2018 | Norwich City (2) | 0–0      | Chelsea (1) | Norwich                                                                    |  |
| 17:30 GMT          |                  | Chi tiết |             | Sân vận động: Carrow Road Lượng khán giả: 23,598 Trọng tài: Stuart Attwell |  |

| 17 tháng 1 năm 2018 Đá lại                          | Chelsea (1)   | 1–1 (s.h.p.) (5–3 p)                   | Norwich City (2) | Fulham, London                                                                            |  |
| 19:45 GMT                                           | Batshuayi 55' | Chi tiết                               | Lewis 90+4'      | Sân vận động: Sân vận động Stamford Bridge Lượng khán giả: 39,684 Trọng tài: Graham Scott |  |
|                                                     |               | Loạt sút luân lưu                      |                  |                                                                                           |  |
| Willian · David Luiz · Azpilicueta · Kanté · Hazard |               | Oliveira · Maddison · Vrančić · Murphy |                  |                                                                                           |  |

| 7 tháng 1 năm 2018 | Newport County (4)                     | 2–1      | Leeds United (2) | Newport                                                                |  |
| 12:00 GMT          | Shaughnessy 76' (l.n.) · McCoulsky 88' | Chi tiết | Berardi 9'       | Sân vận động: Rodney Parade Lượng khán giả: 6,887 Trọng tài: Mike Dean |  |

| 7 tháng 1 năm 2018 | Shrewsbury Town (3) | 0–0      | West Ham United (1) | Shrewsbury                                                             |  |
| 14:00 GMT          |                     | Chi tiết |                     | Sân vận động: New Meadow Lượng khán giả: 9,535 Trọng tài: Paul Tierney |  |

| 16 tháng 1 năm 2018 Đá lại | West Ham United (1) | 1–0 (s.h.p.) | Shrewsbury Town (3) | Stratford, London                                                                  |  |
| 19:45 GMT                  | Burke 112'          | Chi tiết     |                     | Sân vận động: Sân vận động London Lượng khán giả: 39,867 Trọng tài: Jeremy Simpson |  |

| 7 tháng 1 năm 2018 | Tottenham Hotspur (1)          | 3–0      | AFC Wimbledon (3) | Wembley, London                                                                  |  |
| 15:00 GMT          | Kane 63', 65' · Vertonghen 71' | Chi tiết |                   | Sân vận động: Sân vận động Wembley Lượng khán giả: 47,527 Trọng tài: David Coote |  |

| 7 tháng 1 năm 2018 | Nottingham Forest (2)                                       | 4–2      | Arsenal (1)                   | West Bridgford                                                                |  |
| 16:00 GMT          | Lichaj 20', 44' · Brereton 64' (ph.đ.) · Dowell 85' (ph.đ.) | Chi tiết | Mertesacker 23' · Welbeck 79' | Sân vận động: The City Ground Lượng khán giả: 27,182 Trọng tài: Jonathan Moss |  |

| 8 tháng 1 năm 2018 | Brighton & Hove Albion (1) | 2–1      | Crystal Palace (1) | Falmer, Brighton and Hove                                                          |  |
| 19:45 GMT          | Stephens 21' · Murray 87'  | Chi tiết | Sako 69'           | Sân vận động: Sân vận động Falmer Lượng khán giả: 14,507 Trọng tài: Andre Marriner |  |

## Vòng 4
Lễ bốc thăm của vòng 4 diễn ra vào ngày 8 tháng 1 năm 2018 vao lúc 19:10 GMT và được phát sóng trực tiếp trên kênh BBC Two và BT Sport. Vòng này có 4 đội bóng ở cấp độ 4 đó là Yeovil Town, Notts County, Coventry City và Newport County, họ là những đội bóng được đánh giá thấp nhất của vòng này.
| 26 tháng 1 năm 2018 | Sheffield Wednesday (2)   | 3–1      | Reading (2)       | Sheffield                                                                             |  |
| 19:45 GMT           | Nuhiu 29', 53' · Boyd 61' | Chi tiết | Dawson 87' (l.n.) | Sân vận động: Sân vận động Hillsborough Lượng khán giả: 14,848 Trọng tài: John Brooks |  |

| 26 tháng 1 năm 2018 | Yeovil Town (4) | 0–4      | Manchester United (1)                                   | Yeovil                                                                 |  |
| 19:55 GMT           |                 | Chi tiết | Rashford 41' · Herrera 61' · Lingard 89' · Lukaku 90+3' | Sân vận động: Huish Park Lượng khán giả: 9,195 Trọng tài: Paul Tierney |  |

| 27 tháng 1 năm 2018 | Peterborough United (3) | 1–5      | Leicester City (1)                                 | Peterborough                                                               |  |
| 12:30 GMT           | Hughes 58'              | Chi tiết | Diabaté 9', 87' · Iheanacho 12', 29' · Ndidi 90+2' | Sân vận động: London Road Lượng khán giả: 13,193 Trọng tài: Michael Oliver |  |

| 27 tháng 1 năm 2018 | Huddersfield Town (1) | 1–1      | Birmingham City (2) | Huddersfield                                                                         |  |
| 15:00 GMT           | Mounié 21'            | Chi tiết | Jutkiewicz 54'      | Sân vận động: Sân vận động Kirklees Lượng khán giả: 12,683 Trọng tài: Neil Swarbrick |  |

| 6 tháng 2 năm 2018 Đá lại | Birmingham City (2) | 1–4 (s.h.p.) | Huddersfield Town (1)                                          | Birmingham                                                               |  |
| 19:45 GMT                 | Adams 52'           | Chi tiết     | Roberts 60' (l.n.) · Mounié 94' · Van La Parra 97' · Ince 106' | Sân vận động: St Andrew's Lượng khán giả: 13,175 Trọng tài: Paul Tierney |  |

| 27 tháng 1 năm 2018 | Notts County (4) | 1–1      | Swansea City (1) | Nottingham                                                            |  |
| 15:00 GMT           | Stead 62'        | Chi tiết | Narsingh 45'     | Sân vận động: Meadow Lane Lượng khán giả: 9,802 Trọng tài: Mike Jones |  |

| 6 tháng 2 năm 2018 Đá lại | Swansea City (1)                                                                            | 8–1      | Notts County (4) | Swansea                                                                             |  |
| 20:05 GMT                 | Abraham 18', 45+3' · Dyer 20', 30' · Naughton 53' · Routledge 57' · Carroll 65' · James 82' | Chi tiết | Husin 35'        | Sân vận động: Sân vận động Liberty Lượng khán giả: 7,822 Trọng tài: Martin Atkinson |  |

| 27 tháng 1 năm 2018 | Milton Keynes Dons (3) | 0–1      | Coventry City (4) | Denbigh, Milton Keynes                                                  |  |
| 15:00 GMT           |                        | Chi tiết | Biamou 64'        | Sân vận động: Stadium mk Lượng khán giả: 14,925 Trọng tài: Peter Bankes |  |

| 27 tháng 1 năm 2018 | Millwall (2)                       | 2–2      | Rochdale (3)             | Bermondsey, London                                                   |  |
| 15:00 GMT           | Wallace 17' (ph.đ.) · Thompson 90' | Chi tiết | Henderson 32' · Done 53' | Sân vận động: The Den Lượng khán giả: 8,346 Trọng tài: Andrew Madley |  |

| 6 tháng 2 năm 2018 Đá lại | Rochdale (3)  | 1–0      | Millwall (2) | Rochdale                                                                          |  |
| 19:45 GMT                 | Henderson 53' | Chi tiết |              | Sân vận động: Sân vận động Spotland Lượng khán giả: 2,790 Trọng tài: Tim Robinson |  |

| 27 tháng 1 năm 2018 | Southampton (1) | 1–0      | Watford (1) | Southampton                                                                         |  |
| 15:00 GMT           | Stephens 4'     | Chi tiết |             | Sân vận động: Sân vận động St Mary's Lượng khán giả: 25,195 Trọng tài: Bobby Madley |  |

| 27 tháng 1 năm 2018 | Middlesbrough (2) | 0–1      | Brighton & Hove Albion (1) | Middlesbrough                                                                         |  |
| 15:00 GMT           |                   | Chi tiết | Murray 90'                 | Sân vận động: Sân vận động Riverside Lượng khán giả: 20,475 Trọng tài: Anthony Taylor |  |

| 27 tháng 1 năm 2018 | Wigan Athletic (3)    | 2–0      | West Ham United (1) | Wigan                                                                          |  |
| 15:00 GMT           | Grigg 7', 62' (ph.đ.) | Chi tiết |                     | Sân vận động: Sân vận động DW Lượng khán giả: 14,194 Trọng tài: Chris Kavanagh |  |

| 27 tháng 1 năm 2018 | Hull City (2)         | 2–1      | Nottingham Forest (2) | Kingston upon Hull                                                               |  |
| 15:00 GMT           | Bowen 18' · Dicko 40' | Chi tiết | Vellios 88'           | Sân vận động: Sân vận động KCOM Lượng khán giả: 13,450 Trọng tài: Stuart Attwell |  |

| 27 tháng 1 năm 2018 | Sheffield United (2) | 1–0      | Preston North End (2) | Sheffield                                                                 |  |
| 15:00 GMT           | Sharp 80' (ph.đ.)    | Chi tiết |                       | Sân vận động: Bramall Lane Lượng khán giả: 15,680 Trọng tài: Graham Scott |  |

| 27 tháng 1 năm 2018 | Newport County (4) | 1–1      | Tottenham Hotspur (1) | Newport                                                                 |  |
| 17:30 GMT           | Amond 38'          | Chi tiết | Kane 82'              | Sân vận động: Rodney Parade Lượng khán giả: 9,836 Trọng tài: Roger East |  |

| 7 tháng 2 năm 2018 Đá lại | Tottenham Hotspur (1)          | 2–0      | Newport County (4) | Wembley, London                                                                     |  |
| 20:00 GMT                 | Butler 26' (l.n.) · Lamela 34' | Chi tiết |                    | Sân vận động: Sân vận động Wembley Lượng khán giả: 38,947 Trọng tài: Stuart Attwell |  |

| 27 tháng 1 năm 2018 | Liverpool (1)          | 2–3      | West Bromwich Albion (1)               | Liverpool                                                            |  |
| 19:45 GMT           | Firmino 5' · Salah 78' | Chi tiết | Rodriguez 7', 11' · Matip 45+2' (l.n.) | Sân vận động: Anfield Lượng khán giả: 53.342 Trọng tài: Craig Pawson |  |

| 28 tháng 1 năm 2018 | Chelsea (1)                     | 3–0      | Newcastle United (1) | Fulham, London                                                                            |  |
| 13:30 GMT           | Batshuayi 31', 44' · Alonso 72' | Chi tiết |                      | Sân vận động: Sân vận động Stamford Bridge Lượng khán giả: 41,049 Trọng tài: Kevin Friend |  |

| 28 tháng 1 năm 2018 | Cardiff City (2) | 0–2      | Manchester City (1)         | Cardiff                                                                             |  |
| 16:00 GMT           |                  | Chi tiết | De Bruyne 8' · Sterling 37' | Sân vận động: Sân vận động Cardiff City Lượng khán giả: 32,339 Trọng tài: Lee Mason |  |

## Vòng 5
Lễ bốc thăm vòng 5 diễn ra vào ngày 29 tháng 1 năm 2018 lúc 19:20 GMT và được trực tiếp trên kênh BBC One. Vòng này có một đội bóng ở cấp độ 4 đó là Coventry City, đội bóng mà được đánh giá thấp nhất ở vòng này.
| 16 tháng 2 năm 2018 | Leicester City (1) | 1–0      | Sheffield United (2) | Leicester                                                                         |  |
| 19:45 GMT           | Vardy 66'          | Chi tiết |                      | Sân vận động: Sân vận động King Power Lượng khán giả: 28,366 Trọng tài: Lee Mason |  |

| 16 tháng 2 năm 2018 | Chelsea (1)                              | 4–0      | Hull City (2) | Fulham, London                                                                              |  |
| 20:00 GMT           | Willian 2', 32' · Pedro 27' · Giroud 42' | Chi tiết |               | Sân vận động: Sân vận động Stamford Bridge Lượng khán giả: 39,591 Trọng tài: Andre Marriner |  |

| 17 tháng 2 năm 2018 | Sheffield Wednesday (2) | 0–0      | Swansea City (1) | Sheffield                                                                              |  |
| 12:30 GMT           |                         | Chi tiết |                  | Sân vận động: Sân vận động Hillsborough Lượng khán giả: 19,427 Trọng tài: Paul Tierney |  |

| 27 tháng 2 năm 2018 Đá lại | Swansea City (1)       | 2–0      | Sheffield Wednesday (2) | Swansea                                                                            |  |
| 19:45 GMT                  | J. Ayew 55' · Dyer 80' | Chi tiết |                         | Sân vận động: Sân vận động Liberty Lượng khán giả: 8,198 Trọng tài: Stuart Attwell |  |

| 17 tháng 2 năm 2018 | West Bromwich Albion (1) | 1–2      | Southampton (1)       | West Bromwich                                                                |  |
| 15:00 GMT           | Rondón 58'               | Chi tiết | Hoedt 11' · Tadić 56' | Sân vận động: The Hawthorns Lượng khán giả: 17,600 Trọng tài: Chris Kavanagh |  |

| 17 tháng 2 năm 2018 | Brighton & Hove Albion (1)            | 3–1      | Coventry City (4) | Falmer, Brighton and Hove                                                        |  |
| 15:00 GMT           | Locadia 15' · Goldson 34' · Ulloa 61' | Chi tiết | Clarke-Harris 77' | Sân vận động: Sân vận động Falmer Lượng khán giả: 26,966 Trọng tài: Craig Pawson |  |

| 17 tháng 2 năm 2018 | Huddersfield Town (1) | 0–2      | Manchester United (1) | Huddersfield                                                                       |  |
| 17:30 GMT           |                       | Chi tiết | Lukaku 3', 55'        | Sân vận động: Sân vận động Kirklees Lượng khán giả: 17,861 Trọng tài: Kevin Friend |  |

| 18 tháng 2 năm 2018 | Rochdale (3)                 | 2–2      | Tottenham Hotspur (1)        | Rochdale                                                                          |  |
| 16:00 GMT           | Henderson 45' · Davies 90+3' | Chi tiết | Lucas 59' · Kane 88' (ph.đ.) | Sân vận động: Sân vận động Spotland Lượng khán giả: 8,480 Trọng tài: Bobby Madley |  |

| 28 tháng 2 năm 2018 Đá lại | Tottenham Hotspur (1)                                       | 6–1      | Rochdale (3) | Wembley, London                                                                   |  |
| 19:45 GMT                  | Son 23', 65' · Llorente 47', 53', 59' · Walker-Peters 90+3' | Chi tiết | Humphrys 31' | Sân vận động: Sân vận động Wembley Lượng khán giả: 24,627 Trọng tài: Paul Tierney |  |

| 19 tháng 2 năm 2018 | Wigan Athletic (3) | 1–0      | Manchester City (1) | Wigan                                                                          |  |
| 19:55 GMT           | Grigg 79'          | Chi tiết |                     | Sân vận động: Sân vận động DW Lượng khán giả: 19,242 Trọng tài: Anthony Taylor |  |

## Vòng tứ kết
Lễ bốc thăm cho vòng tứ kết diễn ra vào ngày 17 tháng 2 năm 2018 vào lúc 20:00 GMT và phát sóng trực tiếp trên kênh BT Sport, Trang web và ứng dụng BBC Sport và BBC Radio 5 Live. Vòng này vẫn còn một đội ở Cấp độ 3 trong giải đấu đó là Wigan Athletic, đội bóng mà được đánh giá thấp nhất trong vòng này.
Không có trận đấu đá lại ở vòng tứ kết Cúp FA mùa này, thay đổi điều lệ khác với mùa giải trước. Nếu trận đấu vẫn hòa trong 90 phút thi đấu chính thức thì sẽ có thêm 30 phút hiệp phụ. Nếu kết quả vẫn hòa thì cả hai đội bước vào loạt sút luân lưu để xác định đội bóng nào đi tiếp.
| 17 tháng 3 năm 2018 | Swansea City (1) | 0–3      | Tottenham Hotspur (1)           | Swansea                                                                           |  |
| 12:15 GMT           |                  | Chi tiết | Eriksen 11', 62' · Lamela 45+1' | Sân vận động: Sân vận động Liberty Lượng khán giả: 17,498 Trọng tài: Kevin Friend |  |

| 17 tháng 3 năm 2018 | Manchester United (1)  | 2–0      | Brighton & Hove Albion (1) | Manchester                                                                  |  |
| 19:45 GMT           | Lukaku 37' · Matić 83' | Chi tiết |                            | Sân vận động: Old Trafford Lượng khán giả: 74.241 Trọng tài: Andre Marriner |  |

| 18 tháng 3 năm 2018 | Wigan Athletic (3) | 0–2      | Southampton (1)             | Wigan                                                                          |  |
| 13:30 GMT           |                    | Chi tiết | Højbjerg 62' · Cédric 90+1' | Sân vận động: Sân vận động DW Lượng khán giả: 17,110 Trọng tài: Michael Oliver |  |

| 18 tháng 3 năm 2018 | Leicester City (1) | 1–2 (s.h.p.) | Chelsea (1)             | Leicester                                                                            |  |
| 16:30 GMT           | Vardy 76'          | Chi tiết     | Morata 42' · Pedro 105' | Sân vận động: Sân vận động King Power Lượng khán giả: 31,792 Trọng tài: Craig Pawson |  |

## Vòng bán kết
Lễ bốc thăm vòng bán kết được tiến hành vào ngày 18 tháng 3 năm 2018 sau trận đấu giữa Leicester City và Chelsea ở vòng tứ kết. Lễ bốc thăm có sự góp mặt của hai cầu thủ Gianfranco Zola và Petr Čech. Vòng bán kết được chơi vào thứ 7 ngay21 tháng 4 và chủ nhật ngày 22 tháng 4 năm 2018 trên Sân vận động Wembley.
| Manchester United (1)        | 2–1      | Tottenham Hotspur (1) |
| ---------------------------- | -------- | --------------------- |
| A. Sánchez 24' · Herrera 62' | Chi tiết | Alli 11'              |

| Chelsea (1)             | 2–0      | Southampton (1) |
| ----------------------- | -------- | --------------- |
| Giroud 46' · Morata 82' | Chi tiết |                 |

## Trận chung kết
Trận chung kết được tổ chức vào ngày 19 tháng 5 năm 2018 trên sân vận động Wembley.
| Chelsea          | 1–0      | Manchester United |
| ---------------- | -------- | ----------------- |
| Hazard (pen).22' | Chi tiết |                   |

## Sơ đồ khung
Sau đây là sơ đồ khung tổng quan nhất của Cúp FA mùa này. Các số trong dấu ngoặc đơn cho biết rằng kết quả tỷ số của trận đấu phải đá lại ngoại trừ các trận đấu ở vòng tứ kết trở đi. Các số trong dấu ngoặc đơn bên cạnh số điểm trận đấu đá lại cho biết rằng đó là tỷ số sút luân lưu của trận đá lại ngoại trừ các trận ở vòng tứ kết trở đi.
|  | Vòng 3 5–8 tháng 1 năm 2018 16–17 tháng 1 năm 2018 (đá lại) | Vòng 3 5–8 tháng 1 năm 2018 16–17 tháng 1 năm 2018 (đá lại) |                            |           | Vòng 4 26–28 tháng 1 năm 2018 6–7 tháng 2 năm 2018 (đá lại) | Vòng 4 26–28 tháng 1 năm 2018 6–7 tháng 2 năm 2018 (đá lại) |  |  | Vòng 5 16–19 tháng 2 năm 2018 27–28 tháng 2 năm 2018 (đá lại) | Vòng 5 16–19 tháng 2 năm 2018 27–28 tháng 2 năm 2018 (đá lại) |  |  | Vòng tứ kết 17–18 tháng 3 năm 2018 | Vòng tứ kết 17–18 tháng 3 năm 2018 |  |  | Vòng bán kết 21–22 tháng 4 năm 2018 | Vòng bán kết 21–22 tháng 4 năm 2018 |  |  | Trận chung kết 19 tháng 5,2018 | Trận chung kết 19 tháng 5,2018 |
|  |                                                             |                                                             |                            |           |                                                             |                                                             |  |  |                                                               |                                                               |  |  |                                    |                                    |  |  |                                     |                                     |  |  |                                |                                |
|  |                                                             |                                                             |                            |           |                                                             |                                                             |  |  |                                                               |                                                               |  |  |                                    |                                    |  |  |                                     |                                     |  |  |                                |                                |
|  |                                                             |                                                             |                            |           |                                                             |                                                             |  |  |                                                               |                                                               |  |  |                                    |                                    |  |  |                                     |                                     |  |  |                                |                                |
|  | Aston Villa                                                 | 1                                                           |                            |           |                                                             |                                                             |  |  |                                                               |                                                               |  |  |                                    |                                    |  |  |                                     |                                     |  |  |                                |                                |
|  | Aston Villa                                                 | 1                                                           |                            |           |                                                             |                                                             |  |  |                                                               |                                                               |  |  |                                    |                                    |  |  |                                     |                                     |  |  |                                |                                |
|  | Peterborough United                                         | 3                                                           |                            |           |                                                             |                                                             |  |  |                                                               |                                                               |  |  |                                    |                                    |  |  |                                     |                                     |  |  |                                |                                |
|  | Peterborough United                                         | 3                                                           | Peterborough United        | 1         |                                                             |                                                             |  |  |                                                               |                                                               |  |  |                                    |                                    |  |  |                                     |                                     |  |  |                                |                                |
|  |                                                             |                                                             | Peterborough United        | 1         |                                                             |                                                             |  |  |                                                               |                                                               |  |  |                                    |                                    |  |  |                                     |                                     |  |  |                                |                                |
|  |                                                             | Leicester City                                              | 5                          |           |                                                             |                                                             |  |  |                                                               |                                                               |  |  |                                    |                                    |  |  |                                     |                                     |  |  |                                |                                |
|  | Fleetwood Town                                              | Leicester City                                              | 5                          | 0 (0)     |                                                             |                                                             |  |  |                                                               |                                                               |  |  |                                    |                                    |  |  |                                     |                                     |  |  |                                |                                |
|  | Fleetwood Town                                              |                                                             |                            | 0 (0)     |                                                             |                                                             |  |  |                                                               |                                                               |  |  |                                    |                                    |  |  |                                     |                                     |  |  |                                |                                |
|  | Leicester City                                              | 0 (2)                                                       |                            |           |                                                             |                                                             |  |  |                                                               |                                                               |  |  |                                    |                                    |  |  |                                     |                                     |  |  |                                |                                |
|  | Leicester City                                              | 0 (2)                                                       | Leicester City             | 1         |                                                             |                                                             |  |  |                                                               |                                                               |  |  |                                    |                                    |  |  |                                     |                                     |  |  |                                |                                |
|  |                                                             |                                                             | Leicester City             | 1         |                                                             |                                                             |  |  |                                                               |                                                               |  |  |                                    |                                    |  |  |                                     |                                     |  |  |                                |                                |
|  |                                                             | Sheffield United                                            | 0                          |           |                                                             |                                                             |  |  |                                                               |                                                               |  |  |                                    |                                    |  |  |                                     |                                     |  |  |                                |                                |
|  | Ipswich Town                                                | Sheffield United                                            | 0                          | 0         |                                                             |                                                             |  |  |                                                               |                                                               |  |  |                                    |                                    |  |  |                                     |                                     |  |  |                                |                                |
|  | Ipswich Town                                                |                                                             |                            | 0         |                                                             |                                                             |  |  |                                                               |                                                               |  |  |                                    |                                    |  |  |                                     |                                     |  |  |                                |                                |
|  | Sheffield United                                            | 1                                                           |                            |           |                                                             |                                                             |  |  |                                                               |                                                               |  |  |                                    |                                    |  |  |                                     |                                     |  |  |                                |                                |
|  | Sheffield United                                            | 1                                                           | Sheffield United           | 1         |                                                             |                                                             |  |  |                                                               |                                                               |  |  |                                    |                                    |  |  |                                     |                                     |  |  |                                |                                |
|  |                                                             |                                                             | Sheffield United           | 1         |                                                             |                                                             |  |  |                                                               |                                                               |  |  |                                    |                                    |  |  |                                     |                                     |  |  |                                |                                |
|  |                                                             | Preston North End                                           | 0                          |           |                                                             |                                                             |  |  |                                                               |                                                               |  |  |                                    |                                    |  |  |                                     |                                     |  |  |                                |                                |
|  | Wycombe Wanderers                                           | Preston North End                                           | 0                          | 1         |                                                             |                                                             |  |  |                                                               |                                                               |  |  |                                    |                                    |  |  |                                     |                                     |  |  |                                |                                |
|  | Wycombe Wanderers                                           |                                                             |                            | 1         |                                                             |                                                             |  |  |                                                               |                                                               |  |  |                                    |                                    |  |  |                                     |                                     |  |  |                                |                                |
|  | Preston North End                                           | 5                                                           |                            |           |                                                             |                                                             |  |  |                                                               |                                                               |  |  |                                    |                                    |  |  |                                     |                                     |  |  |                                |                                |
|  | Preston North End                                           | 5                                                           | Leicester City             | 1         |                                                             |                                                             |  |  |                                                               |                                                               |  |  |                                    |                                    |  |  |                                     |                                     |  |  |                                |                                |
|  |                                                             |                                                             | Leicester City             | 1         |                                                             |                                                             |  |  |                                                               |                                                               |  |  |                                    |                                    |  |  |                                     |                                     |  |  |                                |                                |
|  |                                                             | Chelsea (s.h.p.)                                            | 2                          |           |                                                             |                                                             |  |  |                                                               |                                                               |  |  |                                    |                                    |  |  |                                     |                                     |  |  |                                |                                |
|  | Norwich City                                                | Chelsea (s.h.p.)                                            | 2                          | 0 (1) (3) |                                                             |                                                             |  |  |                                                               |                                                               |  |  |                                    |                                    |  |  |                                     |                                     |  |  |                                |                                |
|  | Norwich City                                                |                                                             |                            | 0 (1) (3) |                                                             |                                                             |  |  |                                                               |                                                               |  |  |                                    |                                    |  |  |                                     |                                     |  |  |                                |                                |
|  | Chelsea (p)                                                 | 0 (1) (5)                                                   |                            |           |                                                             |                                                             |  |  |                                                               |                                                               |  |  |                                    |                                    |  |  |                                     |                                     |  |  |                                |                                |
|  | Chelsea (p)                                                 | 0 (1) (5)                                                   | Chelsea                    | 3         |                                                             |                                                             |  |  |                                                               |                                                               |  |  |                                    |                                    |  |  |                                     |                                     |  |  |                                |                                |
|  |                                                             |                                                             | Chelsea                    | 3         |                                                             |                                                             |  |  |                                                               |                                                               |  |  |                                    |                                    |  |  |                                     |                                     |  |  |                                |                                |
|  |                                                             | Newcastle United                                            | 0                          |           |                                                             |                                                             |  |  |                                                               |                                                               |  |  |                                    |                                    |  |  |                                     |                                     |  |  |                                |                                |
|  | Newcastle United                                            | Newcastle United                                            | 0                          | 3         |                                                             |                                                             |  |  |                                                               |                                                               |  |  |                                    |                                    |  |  |                                     |                                     |  |  |                                |                                |
|  | Newcastle United                                            |                                                             |                            | 3         |                                                             |                                                             |  |  |                                                               |                                                               |  |  |                                    |                                    |  |  |                                     |                                     |  |  |                                |                                |
|  | Luton Town                                                  | 1                                                           |                            |           |                                                             |                                                             |  |  |                                                               |                                                               |  |  |                                    |                                    |  |  |                                     |                                     |  |  |                                |                                |
|  | Luton Town                                                  | 1                                                           | Chelsea                    | 4         |                                                             |                                                             |  |  |                                                               |                                                               |  |  |                                    |                                    |  |  |                                     |                                     |  |  |                                |                                |
|  |                                                             |                                                             | Chelsea                    | 4         |                                                             |                                                             |  |  |                                                               |                                                               |  |  |                                    |                                    |  |  |                                     |                                     |  |  |                                |                                |
|  |                                                             | Hull City                                                   | 0                          |           |                                                             |                                                             |  |  |                                                               |                                                               |  |  |                                    |                                    |  |  |                                     |                                     |  |  |                                |                                |
|  | Blackburn Rovers                                            | Hull City                                                   | 0                          | 0         |                                                             |                                                             |  |  |                                                               |                                                               |  |  |                                    |                                    |  |  |                                     |                                     |  |  |                                |                                |
|  | Blackburn Rovers                                            |                                                             |                            | 0         |                                                             |                                                             |  |  |                                                               |                                                               |  |  |                                    |                                    |  |  |                                     |                                     |  |  |                                |                                |
|  | Hull City                                                   | 1                                                           |                            |           |                                                             |                                                             |  |  |                                                               |                                                               |  |  |                                    |                                    |  |  |                                     |                                     |  |  |                                |                                |
|  | Hull City                                                   | 1                                                           | Hull City                  | 2         |                                                             |                                                             |  |  |                                                               |                                                               |  |  |                                    |                                    |  |  |                                     |                                     |  |  |                                |                                |
|  |                                                             |                                                             | Hull City                  | 2         |                                                             |                                                             |  |  |                                                               |                                                               |  |  |                                    |                                    |  |  |                                     |                                     |  |  |                                |                                |
|  |                                                             | Nottingham Forest                                           | 1                          |           |                                                             |                                                             |  |  |                                                               |                                                               |  |  |                                    |                                    |  |  |                                     |                                     |  |  |                                |                                |
|  | Nottingham Forest                                           | Nottingham Forest                                           | 1                          | 4         |                                                             |                                                             |  |  |                                                               |                                                               |  |  |                                    |                                    |  |  |                                     |                                     |  |  |                                |                                |
|  | Nottingham Forest                                           |                                                             |                            | 4         |                                                             |                                                             |  |  |                                                               |                                                               |  |  |                                    |                                    |  |  |                                     |                                     |  |  |                                |                                |
|  | Arsenal                                                     | 2                                                           |                            |           |                                                             |                                                             |  |  |                                                               |                                                               |  |  |                                    |                                    |  |  |                                     |                                     |  |  |                                |                                |
|  | Arsenal                                                     | 2                                                           | Chelsea                    | 2         |                                                             |                                                             |  |  |                                                               |                                                               |  |  |                                    |                                    |  |  |                                     |                                     |  |  |                                |                                |
|  |                                                             |                                                             | Chelsea                    | 2         |                                                             |                                                             |  |  |                                                               |                                                               |  |  |                                    |                                    |  |  |                                     |                                     |  |  |                                |                                |
|  |                                                             | Southampton                                                 | 0                          |           |                                                             |                                                             |  |  |                                                               |                                                               |  |  |                                    |                                    |  |  |                                     |                                     |  |  |                                |                                |
|  | Bournemouth                                                 | Southampton                                                 | 0                          | 2 (0)     |                                                             |                                                             |  |  |                                                               |                                                               |  |  |                                    |                                    |  |  |                                     |                                     |  |  |                                |                                |
|  | Bournemouth                                                 |                                                             |                            | 2 (0)     |                                                             |                                                             |  |  |                                                               |                                                               |  |  |                                    |                                    |  |  |                                     |                                     |  |  |                                |                                |
|  | Wigan Athletic                                              | 2 (3)                                                       |                            |           |                                                             |                                                             |  |  |                                                               |                                                               |  |  |                                    |                                    |  |  |                                     |                                     |  |  |                                |                                |
|  | Wigan Athletic                                              | 2 (3)                                                       | Wigan Athletic             | 2         |                                                             |                                                             |  |  |                                                               |                                                               |  |  |                                    |                                    |  |  |                                     |                                     |  |  |                                |                                |
|  |                                                             |                                                             | Wigan Athletic             | 2         |                                                             |                                                             |  |  |                                                               |                                                               |  |  |                                    |                                    |  |  |                                     |                                     |  |  |                                |                                |
|  |                                                             | West Ham United                                             | 0                          |           |                                                             |                                                             |  |  |                                                               |                                                               |  |  |                                    |                                    |  |  |                                     |                                     |  |  |                                |                                |
|  | Shrewsbury Town                                             | West Ham United                                             | 0                          | 0 (0)     |                                                             |                                                             |  |  |                                                               |                                                               |  |  |                                    |                                    |  |  |                                     |                                     |  |  |                                |                                |
|  | Shrewsbury Town                                             |                                                             |                            | 0 (0)     |                                                             |                                                             |  |  |                                                               |                                                               |  |  |                                    |                                    |  |  |                                     |                                     |  |  |                                |                                |
|  | West Ham United (s.h.p.)                                    | 0 (1)                                                       |                            |           |                                                             |                                                             |  |  |                                                               |                                                               |  |  |                                    |                                    |  |  |                                     |                                     |  |  |                                |                                |
|  | West Ham United (s.h.p.)                                    | 0 (1)                                                       | Wigan Athletic             | 1         |                                                             |                                                             |  |  |                                                               |                                                               |  |  |                                    |                                    |  |  |                                     |                                     |  |  |                                |                                |
|  |                                                             |                                                             | Wigan Athletic             | 1         |                                                             |                                                             |  |  |                                                               |                                                               |  |  |                                    |                                    |  |  |                                     |                                     |  |  |                                |                                |
|  |                                                             | Manchester City                                             | 0                          |           |                                                             |                                                             |  |  |                                                               |                                                               |  |  |                                    |                                    |  |  |                                     |                                     |  |  |                                |                                |
|  | Cardiff City                                                | Manchester City                                             | 0                          | 0 (4)     |                                                             |                                                             |  |  |                                                               |                                                               |  |  |                                    |                                    |  |  |                                     |                                     |  |  |                                |                                |
|  | Cardiff City                                                |                                                             |                            | 0 (4)     |                                                             |                                                             |  |  |                                                               |                                                               |  |  |                                    |                                    |  |  |                                     |                                     |  |  |                                |                                |
|  | Mansfield Town                                              | 0 (1)                                                       |                            |           |                                                             |                                                             |  |  |                                                               |                                                               |  |  |                                    |                                    |  |  |                                     |                                     |  |  |                                |                                |
|  | Mansfield Town                                              | 0 (1)                                                       | Cardiff City               | 0         |                                                             |                                                             |  |  |                                                               |                                                               |  |  |                                    |                                    |  |  |                                     |                                     |  |  |                                |                                |
|  |                                                             |                                                             | Cardiff City               | 0         |                                                             |                                                             |  |  |                                                               |                                                               |  |  |                                    |                                    |  |  |                                     |                                     |  |  |                                |                                |
|  |                                                             | Manchester City                                             | 2                          |           |                                                             |                                                             |  |  |                                                               |                                                               |  |  |                                    |                                    |  |  |                                     |                                     |  |  |                                |                                |
|  | Manchester City                                             | Manchester City                                             | 2                          | 4         |                                                             |                                                             |  |  |                                                               |                                                               |  |  |                                    |                                    |  |  |                                     |                                     |  |  |                                |                                |
|  | Manchester City                                             |                                                             |                            | 4         |                                                             |                                                             |  |  |                                                               |                                                               |  |  |                                    |                                    |  |  |                                     |                                     |  |  |                                |                                |
|  | Burnley                                                     | 1                                                           |                            |           |                                                             |                                                             |  |  |                                                               |                                                               |  |  |                                    |                                    |  |  |                                     |                                     |  |  |                                |                                |
|  | Burnley                                                     | 1                                                           | Wigan Athletic             | 0         |                                                             |                                                             |  |  |                                                               |                                                               |  |  |                                    |                                    |  |  |                                     |                                     |  |  |                                |                                |
|  |                                                             |                                                             | Wigan Athletic             | 0         |                                                             |                                                             |  |  |                                                               |                                                               |  |  |                                    |                                    |  |  |                                     |                                     |  |  |                                |                                |
|  |                                                             | Southampton                                                 | 2                          |           |                                                             |                                                             |  |  |                                                               |                                                               |  |  |                                    |                                    |  |  |                                     |                                     |  |  |                                |                                |
|  | Liverpool                                                   | Southampton                                                 | 2                          | 2         |                                                             |                                                             |  |  |                                                               |                                                               |  |  |                                    |                                    |  |  |                                     |                                     |  |  |                                |                                |
|  | Liverpool                                                   |                                                             |                            | 2         |                                                             |                                                             |  |  |                                                               |                                                               |  |  |                                    |                                    |  |  |                                     |                                     |  |  |                                |                                |
|  | Everton                                                     | 1                                                           |                            |           |                                                             |                                                             |  |  |                                                               |                                                               |  |  |                                    |                                    |  |  |                                     |                                     |  |  |                                |                                |
|  | Everton                                                     | 1                                                           | Liverpool                  | 2         |                                                             |                                                             |  |  |                                                               |                                                               |  |  |                                    |                                    |  |  |                                     |                                     |  |  |                                |                                |
|  |                                                             |                                                             | Liverpool                  | 2         |                                                             |                                                             |  |  |                                                               |                                                               |  |  |                                    |                                    |  |  |                                     |                                     |  |  |                                |                                |
|  |                                                             | West Bromwich Albion                                        | 3                          |           |                                                             |                                                             |  |  |                                                               |                                                               |  |  |                                    |                                    |  |  |                                     |                                     |  |  |                                |                                |
|  | Exeter City                                                 | West Bromwich Albion                                        | 3                          | 0         |                                                             |                                                             |  |  |                                                               |                                                               |  |  |                                    |                                    |  |  |                                     |                                     |  |  |                                |                                |
|  | Exeter City                                                 |                                                             |                            | 0         |                                                             |                                                             |  |  |                                                               |                                                               |  |  |                                    |                                    |  |  |                                     |                                     |  |  |                                |                                |
|  | West Bromwich Albion                                        | 2                                                           |                            |           |                                                             |                                                             |  |  |                                                               |                                                               |  |  |                                    |                                    |  |  |                                     |                                     |  |  |                                |                                |
|  | West Bromwich Albion                                        | 2                                                           | West Bromwich Albion       | 1         |                                                             |                                                             |  |  |                                                               |                                                               |  |  |                                    |                                    |  |  |                                     |                                     |  |  |                                |                                |
|  |                                                             |                                                             | West Bromwich Albion       | 1         |                                                             |                                                             |  |  |                                                               |                                                               |  |  |                                    |                                    |  |  |                                     |                                     |  |  |                                |                                |
|  |                                                             | Southampton                                                 | 2                          |           |                                                             |                                                             |  |  |                                                               |                                                               |  |  |                                    |                                    |  |  |                                     |                                     |  |  |                                |                                |
|  | Fulham                                                      | Southampton                                                 | 2                          | 0         |                                                             |                                                             |  |  |                                                               |                                                               |  |  |                                    |                                    |  |  |                                     |                                     |  |  |                                |                                |
|  | Fulham                                                      |                                                             |                            | 0         |                                                             |                                                             |  |  |                                                               |                                                               |  |  |                                    |                                    |  |  |                                     |                                     |  |  |                                |                                |
|  | Southampton                                                 | 1                                                           |                            |           |                                                             |                                                             |  |  |                                                               |                                                               |  |  |                                    |                                    |  |  |                                     |                                     |  |  |                                |                                |
|  | Southampton                                                 | 1                                                           | Southampton                | 1         |                                                             |                                                             |  |  |                                                               |                                                               |  |  |                                    |                                    |  |  |                                     |                                     |  |  |                                |                                |
|  |                                                             |                                                             | Southampton                | 1         |                                                             |                                                             |  |  |                                                               |                                                               |  |  |                                    |                                    |  |  |                                     |                                     |  |  |                                |                                |
|  |                                                             | Watford                                                     | 0                          |           |                                                             |                                                             |  |  |                                                               |                                                               |  |  |                                    |                                    |  |  |                                     |                                     |  |  |                                |                                |
|  | Watford                                                     | Watford                                                     | 0                          | 3         |                                                             |                                                             |  |  |                                                               |                                                               |  |  |                                    |                                    |  |  |                                     |                                     |  |  |                                |                                |
|  | Watford                                                     |                                                             |                            | 3         |                                                             |                                                             |  |  |                                                               |                                                               |  |  |                                    |                                    |  |  |                                     |                                     |  |  |                                |                                |
|  | Bristol City                                                | 0                                                           |                            |           |                                                             |                                                             |  |  |                                                               |                                                               |  |  |                                    |                                    |  |  |                                     |                                     |  |  |                                |                                |
|  | Bristol City                                                | 0                                                           | Chelsea                    | 1         |                                                             |                                                             |  |  |                                                               |                                                               |  |  |                                    |                                    |  |  |                                     |                                     |  |  |                                |                                |
|  |                                                             |                                                             | Chelsea                    | 1         |                                                             |                                                             |  |  |                                                               |                                                               |  |  |                                    |                                    |  |  |                                     |                                     |  |  |                                |                                |
|  |                                                             | Manchester United                                           | 0                          |           |                                                             |                                                             |  |  |                                                               |                                                               |  |  |                                    |                                    |  |  |                                     |                                     |  |  |                                |                                |
|  | Bolton Wanderers                                            | Manchester United                                           | 0                          | 1         |                                                             |                                                             |  |  |                                                               |                                                               |  |  |                                    |                                    |  |  |                                     |                                     |  |  |                                |                                |
|  | Bolton Wanderers                                            |                                                             |                            | 1         |                                                             |                                                             |  |  |                                                               |                                                               |  |  |                                    |                                    |  |  |                                     |                                     |  |  |                                |                                |
|  | Huddersfield Town                                           | 2                                                           |                            |           |                                                             |                                                             |  |  |                                                               |                                                               |  |  |                                    |                                    |  |  |                                     |                                     |  |  |                                |                                |
|  | Huddersfield Town                                           | 2                                                           | Huddersfield Town (s.h.p.) | 1 (4)     |                                                             |                                                             |  |  |                                                               |                                                               |  |  |                                    |                                    |  |  |                                     |                                     |  |  |                                |                                |
|  |                                                             |                                                             | Huddersfield Town (s.h.p.) | 1 (4)     |                                                             |                                                             |  |  |                                                               |                                                               |  |  |                                    |                                    |  |  |                                     |                                     |  |  |                                |                                |
|  |                                                             | Birmingham City                                             | 1 (1)                      |           |                                                             |                                                             |  |  |                                                               |                                                               |  |  |                                    |                                    |  |  |                                     |                                     |  |  |                                |                                |
|  | Birmingham City                                             | Birmingham City                                             | 1 (1)                      | 1         |                                                             |                                                             |  |  |                                                               |                                                               |  |  |                                    |                                    |  |  |                                     |                                     |  |  |                                |                                |
|  | Birmingham City                                             |                                                             |                            | 1         |                                                             |                                                             |  |  |                                                               |                                                               |  |  |                                    |                                    |  |  |                                     |                                     |  |  |                                |                                |
|  | Burton Albion                                               | 0                                                           |                            |           |                                                             |                                                             |  |  |                                                               |                                                               |  |  |                                    |                                    |  |  |                                     |                                     |  |  |                                |                                |
|  | Burton Albion                                               | 0                                                           | Huddersfield Town          | 0         |                                                             |                                                             |  |  |                                                               |                                                               |  |  |                                    |                                    |  |  |                                     |                                     |  |  |                                |                                |
|  |                                                             |                                                             | Huddersfield Town          | 0         |                                                             |                                                             |  |  |                                                               |                                                               |  |  |                                    |                                    |  |  |                                     |                                     |  |  |                                |                                |
|  |                                                             | Manchester United                                           | 2                          |           |                                                             |                                                             |  |  |                                                               |                                                               |  |  |                                    |                                    |  |  |                                     |                                     |  |  |                                |                                |
|  | Yeovil Town                                                 | Manchester United                                           | 2                          | 2         |                                                             |                                                             |  |  |                                                               |                                                               |  |  |                                    |                                    |  |  |                                     |                                     |  |  |                                |                                |
|  | Yeovil Town                                                 |                                                             |                            | 2         |                                                             |                                                             |  |  |                                                               |                                                               |  |  |                                    |                                    |  |  |                                     |                                     |  |  |                                |                                |
|  | Bradford City                                               | 0                                                           |                            |           |                                                             |                                                             |  |  |                                                               |                                                               |  |  |                                    |                                    |  |  |                                     |                                     |  |  |                                |                                |
|  | Bradford City                                               | 0                                                           | Yeovil Town                | 0         |                                                             |                                                             |  |  |                                                               |                                                               |  |  |                                    |                                    |  |  |                                     |                                     |  |  |                                |                                |
|  |                                                             |                                                             | Yeovil Town                | 0         |                                                             |                                                             |  |  |                                                               |                                                               |  |  |                                    |                                    |  |  |                                     |                                     |  |  |                                |                                |
|  |                                                             | Manchester United                                           | 4                          |           |                                                             |                                                             |  |  |                                                               |                                                               |  |  |                                    |                                    |  |  |                                     |                                     |  |  |                                |                                |
|  | Manchester United                                           | Manchester United                                           | 4                          | 2         |                                                             |                                                             |  |  |                                                               |                                                               |  |  |                                    |                                    |  |  |                                     |                                     |  |  |                                |                                |
|  | Manchester United                                           |                                                             |                            | 2         |                                                             |                                                             |  |  |                                                               |                                                               |  |  |                                    |                                    |  |  |                                     |                                     |  |  |                                |                                |
|  | Derby County                                                | 0                                                           |                            |           |                                                             |                                                             |  |  |                                                               |                                                               |  |  |                                    |                                    |  |  |                                     |                                     |  |  |                                |                                |
|  | Derby County                                                | 0                                                           | Manchester United          | 2         |                                                             |                                                             |  |  |                                                               |                                                               |  |  |                                    |                                    |  |  |                                     |                                     |  |  |                                |                                |
|  |                                                             |                                                             | Manchester United          | 2         |                                                             |                                                             |  |  |                                                               |                                                               |  |  |                                    |                                    |  |  |                                     |                                     |  |  |                                |                                |
|  |                                                             | Brighton & Hove Albion                                      | 0                          |           |                                                             |                                                             |  |  |                                                               |                                                               |  |  |                                    |                                    |  |  |                                     |                                     |  |  |                                |                                |
|  | Middlesbrough                                               | Brighton & Hove Albion                                      | 0                          | 2         |                                                             |                                                             |  |  |                                                               |                                                               |  |  |                                    |                                    |  |  |                                     |                                     |  |  |                                |                                |
|  | Middlesbrough                                               |                                                             |                            | 2         |                                                             |                                                             |  |  |                                                               |                                                               |  |  |                                    |                                    |  |  |                                     |                                     |  |  |                                |                                |
|  | Sunderland                                                  | 0                                                           |                            |           |                                                             |                                                             |  |  |                                                               |                                                               |  |  |                                    |                                    |  |  |                                     |                                     |  |  |                                |                                |
|  | Sunderland                                                  | 0                                                           | Middlesbrough              | 0         |                                                             |                                                             |  |  |                                                               |                                                               |  |  |                                    |                                    |  |  |                                     |                                     |  |  |                                |                                |
|  |                                                             |                                                             | Middlesbrough              | 0         |                                                             |                                                             |  |  |                                                               |                                                               |  |  |                                    |                                    |  |  |                                     |                                     |  |  |                                |                                |
|  |                                                             | Brighton & Hove Albion                                      | 1                          |           |                                                             |                                                             |  |  |                                                               |                                                               |  |  |                                    |                                    |  |  |                                     |                                     |  |  |                                |                                |
|  | Brighton & Hove Albion                                      | Brighton & Hove Albion                                      | 1                          | 2         |                                                             |                                                             |  |  |                                                               |                                                               |  |  |                                    |                                    |  |  |                                     |                                     |  |  |                                |                                |
|  | Brighton & Hove Albion                                      |                                                             |                            | 2         |                                                             |                                                             |  |  |                                                               |                                                               |  |  |                                    |                                    |  |  |                                     |                                     |  |  |                                |                                |
|  | Crystal Palace                                              | 1                                                           |                            |           |                                                             |                                                             |  |  |                                                               |                                                               |  |  |                                    |                                    |  |  |                                     |                                     |  |  |                                |                                |
|  | Crystal Palace                                              | 1                                                           | Brighton & Hove Albion     | 3         |                                                             |                                                             |  |  |                                                               |                                                               |  |  |                                    |                                    |  |  |                                     |                                     |  |  |                                |                                |
|  |                                                             |                                                             | Brighton & Hove Albion     | 3         |                                                             |                                                             |  |  |                                                               |                                                               |  |  |                                    |                                    |  |  |                                     |                                     |  |  |                                |                                |
|  |                                                             | Coventry City                                               | 1                          |           |                                                             |                                                             |  |  |                                                               |                                                               |  |  |                                    |                                    |  |  |                                     |                                     |  |  |                                |                                |
|  | Queens Park Rangers                                         | Coventry City                                               | 1                          | 0         |                                                             |                                                             |  |  |                                                               |                                                               |  |  |                                    |                                    |  |  |                                     |                                     |  |  |                                |                                |
|  | Queens Park Rangers                                         |                                                             |                            | 0         |                                                             |                                                             |  |  |                                                               |                                                               |  |  |                                    |                                    |  |  |                                     |                                     |  |  |                                |                                |
|  | Milton Keynes Dons                                          | 1                                                           |                            |           |                                                             |                                                             |  |  |                                                               |                                                               |  |  |                                    |                                    |  |  |                                     |                                     |  |  |                                |                                |
|  | Milton Keynes Dons                                          | 1                                                           | Milton Keynes Dons         | 0         |                                                             |                                                             |  |  |                                                               |                                                               |  |  |                                    |                                    |  |  |                                     |                                     |  |  |                                |                                |
|  |                                                             |                                                             | Milton Keynes Dons         | 0         |                                                             |                                                             |  |  |                                                               |                                                               |  |  |                                    |                                    |  |  |                                     |                                     |  |  |                                |                                |
|  |                                                             | Coventry City                                               | 1                          |           |                                                             |                                                             |  |  |                                                               |                                                               |  |  |                                    |                                    |  |  |                                     |                                     |  |  |                                |                                |
|  | Coventry City                                               | Coventry City                                               | 1                          | 2         |                                                             |                                                             |  |  |                                                               |                                                               |  |  |                                    |                                    |  |  |                                     |                                     |  |  |                                |                                |
|  | Coventry City                                               |                                                             |                            | 2         |                                                             |                                                             |  |  |                                                               |                                                               |  |  |                                    |                                    |  |  |                                     |                                     |  |  |                                |                                |
|  | Stoke City                                                  | 1                                                           |                            |           |                                                             |                                                             |  |  |                                                               |                                                               |  |  |                                    |                                    |  |  |                                     |                                     |  |  |                                |                                |
|  | Stoke City                                                  | 1                                                           | Manchester United          | 2         |                                                             |                                                             |  |  |                                                               |                                                               |  |  |                                    |                                    |  |  |                                     |                                     |  |  |                                |                                |
|  |                                                             |                                                             | Manchester United          | 2         |                                                             |                                                             |  |  |                                                               |                                                               |  |  |                                    |                                    |  |  |                                     |                                     |  |  |                                |                                |
|  |                                                             | Tottenham Hotspur                                           | 1                          |           |                                                             |                                                             |  |  |                                                               |                                                               |  |  |                                    |                                    |  |  |                                     |                                     |  |  |                                |                                |
|  | Carlisle United                                             | Tottenham Hotspur                                           | 1                          | 0 (0)     |                                                             |                                                             |  |  |                                                               |                                                               |  |  |                                    |                                    |  |  |                                     |                                     |  |  |                                |                                |
|  | Carlisle United                                             |                                                             |                            | 0 (0)     |                                                             |                                                             |  |  |                                                               |                                                               |  |  |                                    |                                    |  |  |                                     |                                     |  |  |                                |                                |
|  | Sheffield Wednesday                                         | 0 (2)                                                       |                            |           |                                                             |                                                             |  |  |                                                               |                                                               |  |  |                                    |                                    |  |  |                                     |                                     |  |  |                                |                                |
|  | Sheffield Wednesday                                         | 0 (2)                                                       | Sheffield Wednesday        | 3         |                                                             |                                                             |  |  |                                                               |                                                               |  |  |                                    |                                    |  |  |                                     |                                     |  |  |                                |                                |
|  |                                                             |                                                             | Sheffield Wednesday        | 3         |                                                             |                                                             |  |  |                                                               |                                                               |  |  |                                    |                                    |  |  |                                     |                                     |  |  |                                |                                |
|  |                                                             | Reading                                                     | 1                          |           |                                                             |                                                             |  |  |                                                               |                                                               |  |  |                                    |                                    |  |  |                                     |                                     |  |  |                                |                                |
|  | Stevenage                                                   | Reading                                                     | 1                          | 0 (0)     |                                                             |                                                             |  |  |                                                               |                                                               |  |  |                                    |                                    |  |  |                                     |                                     |  |  |                                |                                |
|  | Stevenage                                                   |                                                             |                            | 0 (0)     |                                                             |                                                             |  |  |                                                               |                                                               |  |  |                                    |                                    |  |  |                                     |                                     |  |  |                                |                                |
|  | Reading                                                     | 0 (3)                                                       |                            |           |                                                             |                                                             |  |  |                                                               |                                                               |  |  |                                    |                                    |  |  |                                     |                                     |  |  |                                |                                |
|  | Reading                                                     | 0 (3)                                                       | Sheffield Wednesday        | 0 (0)     |                                                             |                                                             |  |  |                                                               |                                                               |  |  |                                    |                                    |  |  |                                     |                                     |  |  |                                |                                |
|  |                                                             |                                                             | Sheffield Wednesday        | 0 (0)     |                                                             |                                                             |  |  |                                                               |                                                               |  |  |                                    |                                    |  |  |                                     |                                     |  |  |                                |                                |
|  |                                                             | Swansea City                                                | 0 (2)                      |           |                                                             |                                                             |  |  |                                                               |                                                               |  |  |                                    |                                    |  |  |                                     |                                     |  |  |                                |                                |
|  | Brentford                                                   | Swansea City                                                | 0 (2)                      | 0         |                                                             |                                                             |  |  |                                                               |                                                               |  |  |                                    |                                    |  |  |                                     |                                     |  |  |                                |                                |
|  | Brentford                                                   |                                                             |                            | 0         |                                                             |                                                             |  |  |                                                               |                                                               |  |  |                                    |                                    |  |  |                                     |                                     |  |  |                                |                                |
|  | Notts County                                                | 1                                                           |                            |           |                                                             |                                                             |  |  |                                                               |                                                               |  |  |                                    |                                    |  |  |                                     |                                     |  |  |                                |                                |
|  | Notts County                                                | 1                                                           | Notts County               | 1 (1)     |                                                             |                                                             |  |  |                                                               |                                                               |  |  |                                    |                                    |  |  |                                     |                                     |  |  |                                |                                |
|  |                                                             |                                                             | Notts County               | 1 (1)     |                                                             |                                                             |  |  |                                                               |                                                               |  |  |                                    |                                    |  |  |                                     |                                     |  |  |                                |                                |
|  |                                                             | Swansea City                                                | 1 (8)                      |           |                                                             |                                                             |  |  |                                                               |                                                               |  |  |                                    |                                    |  |  |                                     |                                     |  |  |                                |                                |
|  | Wolverhampton Wanderers                                     | Swansea City                                                | 1 (8)                      | 0 (1)     |                                                             |                                                             |  |  |                                                               |                                                               |  |  |                                    |                                    |  |  |                                     |                                     |  |  |                                |                                |
|  | Wolverhampton Wanderers                                     |                                                             |                            | 0 (1)     |                                                             |                                                             |  |  |                                                               |                                                               |  |  |                                    |                                    |  |  |                                     |                                     |  |  |                                |                                |
|  | Swansea City                                                | 0 (2)                                                       |                            |           |                                                             |                                                             |  |  |                                                               |                                                               |  |  |                                    |                                    |  |  |                                     |                                     |  |  |                                |                                |
|  | Swansea City                                                | 0 (2)                                                       | Swansea City               | 0         |                                                             |                                                             |  |  |                                                               |                                                               |  |  |                                    |                                    |  |  |                                     |                                     |  |  |                                |                                |
|  |                                                             |                                                             | Swansea City               | 0         |                                                             |                                                             |  |  |                                                               |                                                               |  |  |                                    |                                    |  |  |                                     |                                     |  |  |                                |                                |
|  |                                                             | Tottenham Hotspur                                           | 3                          |           |                                                             |                                                             |  |  |                                                               |                                                               |  |  |                                    |                                    |  |  |                                     |                                     |  |  |                                |                                |
|  | Millwall                                                    | Tottenham Hotspur                                           | 3                          | 4         |                                                             |                                                             |  |  |                                                               |                                                               |  |  |                                    |                                    |  |  |                                     |                                     |  |  |                                |                                |
|  | Millwall                                                    |                                                             |                            | 4         |                                                             |                                                             |  |  |                                                               |                                                               |  |  |                                    |                                    |  |  |                                     |                                     |  |  |                                |                                |
|  | Barnsley                                                    | 1                                                           |                            |           |                                                             |                                                             |  |  |                                                               |                                                               |  |  |                                    |                                    |  |  |                                     |                                     |  |  |                                |                                |
|  | Barnsley                                                    | 1                                                           | Millwall                   | 2 (0)     |                                                             |                                                             |  |  |                                                               |                                                               |  |  |                                    |                                    |  |  |                                     |                                     |  |  |                                |                                |
|  |                                                             |                                                             | Millwall                   | 2 (0)     |                                                             |                                                             |  |  |                                                               |                                                               |  |  |                                    |                                    |  |  |                                     |                                     |  |  |                                |                                |
|  |                                                             | Rochdale                                                    | 2 (1)                      |           |                                                             |                                                             |  |  |                                                               |                                                               |  |  |                                    |                                    |  |  |                                     |                                     |  |  |                                |                                |
|  | Doncaster Rovers                                            | Rochdale                                                    | 2 (1)                      | 0         |                                                             |                                                             |  |  |                                                               |                                                               |  |  |                                    |                                    |  |  |                                     |                                     |  |  |                                |                                |
|  | Doncaster Rovers                                            |                                                             |                            | 0         |                                                             |                                                             |  |  |                                                               |                                                               |  |  |                                    |                                    |  |  |                                     |                                     |  |  |                                |                                |
|  | Rochdale                                                    | 1                                                           |                            |           |                                                             |                                                             |  |  |                                                               |                                                               |  |  |                                    |                                    |  |  |                                     |                                     |  |  |                                |                                |
|  | Rochdale                                                    | 1                                                           | Rochdale                   | 2 (1)     |                                                             |                                                             |  |  |                                                               |                                                               |  |  |                                    |                                    |  |  |                                     |                                     |  |  |                                |                                |
|  |                                                             |                                                             | Rochdale                   | 2 (1)     |                                                             |                                                             |  |  |                                                               |                                                               |  |  |                                    |                                    |  |  |                                     |                                     |  |  |                                |                                |
|  |                                                             | Tottenham Hotspur                                           | 2 (6)                      |           |                                                             |                                                             |  |  |                                                               |                                                               |  |  |                                    |                                    |  |  |                                     |                                     |  |  |                                |                                |
|  | Newport County                                              | Tottenham Hotspur                                           | 2 (6)                      | 2         |                                                             |                                                             |  |  |                                                               |                                                               |  |  |                                    |                                    |  |  |                                     |                                     |  |  |                                |                                |
|  | Newport County                                              |                                                             |                            | 2         |                                                             |                                                             |  |  |                                                               |                                                               |  |  |                                    |                                    |  |  |                                     |                                     |  |  |                                |                                |
|  | Leeds United                                                | 1                                                           |                            |           |                                                             |                                                             |  |  |                                                               |                                                               |  |  |                                    |                                    |  |  |                                     |                                     |  |  |                                |                                |
|  | Leeds United                                                | 1                                                           | Newport County             | 1 (0)     |                                                             |                                                             |  |  |                                                               |                                                               |  |  |                                    |                                    |  |  |                                     |                                     |  |  |                                |                                |
|  |                                                             |                                                             | Newport County             | 1 (0)     |                                                             |                                                             |  |  |                                                               |                                                               |  |  |                                    |                                    |  |  |                                     |                                     |  |  |                                |                                |
|  |                                                             | Tottenham Hotspur                                           | 1 (2)                      |           |                                                             |                                                             |  |  |                                                               |                                                               |  |  |                                    |                                    |  |  |                                     |                                     |  |  |                                |                                |
|  | Tottenham Hotspur                                           | Tottenham Hotspur                                           | 1 (2)                      | 3         |                                                             |                                                             |  |  |                                                               |                                                               |  |  |                                    |                                    |  |  |                                     |                                     |  |  |                                |                                |
|  | Tottenham Hotspur                                           |                                                             |                            | 3         |                                                             |                                                             |  |  |                                                               |                                                               |  |  |                                    |                                    |  |  |                                     |                                     |  |  |                                |                                |
|  | AFC Wimbledon                                               | 0                                                           |                            |           |                                                             |                                                             |  |  |                                                               |                                                               |  |  |                                    |                                    |  |  |                                     |                                     |  |  |                                |                                |
|  | AFC Wimbledon                                               | 0                                                           |                            |           |                                                             |                                                             |  |  |                                                               |                                                               |  |  |                                    |                                    |  |  |                                     |                                     |  |  |                                |                                |

## Tốp ghi bàn
Dưới đây là danh dách các cầu thủ ghi bàn hàng đầu ở mùa giải này
| Xếp hạng | Cầu thủ         | Câu lạc bộ          | Số bàn thắng |
| -------- | --------------- | ------------------- | ------------ |
| 1        | Will Grigg      | Wigan Athletic      | 7            |
| 2        | Ian Henderson   | Rochdale            | 6            |
| 3        | Romelu Lukaku   | Manchester United   | 5            |
| 3        | Jack Marriott   | Peterborough United | 5            |
| 3        | Jayden Stockley | Exeter City         | 5            |

## Truyền hình
Các trận đấu sau đây sẽ được phát sóng trực tiếp trên truyền hình Anh:
| Vòng đấu       | BT Sport | BBC | S4C                      |
| -------------- | --- | --- | ------------------------ |
| Vòng 1         | Shaw Lane v Mansfield Town Chorley v Fleetwood Town Tranmere Rovers v Peterborough United (phát lại) Billericay Town v Leatherhead (phát lại)                                     | Hyde United v Milton Keynes Dons | Newport County v Walsall |
| Vòng 2         | Notts County v Oxford City Slough Town v Rochdale Hereford v Fleetwood Town (phát lại)                                                                                            | A.F.C. Fylde v Wigan Athletic |                          |
| Vòng 3         | Norwich City v Chelsea Nottingham Forest v Arsenal Brighton & Hove Albion v Crystal Palace Leicester City v Fleetwood Town (phát lại)                                             | Liverpool v Everton Fleetwood Town v Leicester City Newport County v Leeds United (BBC Wales) Shrewsbury Town v West Ham United Chelsea v Norwich City (phát lại) |                          |
| Vòng 4         | Peterborough United v Leicester City Newport County v Tottenham Hotspur Liverpool v West Bromwich Albion Chelsea v Newcastle United Tottenham Hotspur v Newport County (phát lại) | Yeovil Town v Manchester United Cardiff City v Manchester City Swansea City v Notts County (phát lại)                                                             |                          |
| Vòng 5         | Chelsea v Hull City Sheffield Wednesday v Swansea City Huddersfield Town v Manchester United Tottenham Hotspur v Rochdale (phát lại)                                              | Rochdale v Tottenham Hotspur Wigan Athletic v Manchester City Swansea City v Sheffield Wednesday (phát lại)                                                       |                          |
| Vòng tứ kết    | Swansea City v Tottenham Hotspur Manchester United v Brighton & Hove Albion | Wigan Athletic v Southampton Leicester City v Chelsea |                          |
| Vòng bán kết   | Chelsea v Southampton | Manchester United v Tottenham Hotspur |                          |
| Trận chung kết | Chelsea v Manchester United | Chelsea v Manchester United |                          |